# Dies irae -Also sprach Zarathustra-
『Dies irae -Also sprach Zarathustra-』（ディエス・イレ アルゾ・シュプラーハ・ツァラトゥストラ）は、日本のインディーゲームブランドであるlightにより開発されたバトルオペラアドベンチャーのアダルトゲーム。神座万象シリーズの第2作目。略称は「ディエス」、もしくはタイトルの和訳である「怒りの日」と呼ばれることが多い。
BGMの評価が高く、美少女ゲームアワード2008ではBGM部門で優秀賞を受賞し、後に発売された『Dies irae 〜Acta est Fabula〜』が萌えゲーアワード2010のBGM部門金賞、シナリオ部門銀賞を受賞している。

## 概要
冬の日本を舞台にナチス・ドイツにより生み出された魔導兵器「聖遺物」を操る者達の死闘を描いた伝奇バトルアドベンチャーゲームで、2004年のlight作品である『PARADISE LOST』と同様、シナリオと音楽はそれぞれ正田崇と与猶啓至が担当、原画にGユウスケが起用された。メッセージテキストは画面下のウィンドウに表示されるアドベンチャーゲーム形式の場面の他に、画面全体に表示されるビジュアルノベル形式の場面もある。
2007年12月21日に「Dies irae -Also sprach Zarathustra-」（無印版、07年版とも）を発売。サブタイトルはドイツの哲学者フリードリヒ・ニーチェの著作『ツァラトゥストラはかく語りき』に由来する。
当初は2006年冬に発売と報じられていたが、開発が遅延し発売日の延期が度重なった上、発売当日になって公式サイト上に掲載されていたスペックが大幅に変更され、サンプルCGも一部削除された。また、当初攻略可能とされていたキャラクターのシナリオも収録されていなかった。この事実は発売当日まで一切明かされておらず、詳しい説明もなかったため購入者の間で強い批判を受けた。
また、本作のシナリオライターの正田崇の次回作「神咒神威神楽」は、同じ世界観を持ち、本作の登場キャラクターの多数が転生という形で再登場を果たしている。また本作では明かされなかった真実や一部キャラクターの救済、その後が描かれている。
2015年5月より公式サイトにて「Dies iraeアニメ化プロジェクト」が始動（詳細は本項副節・#テレビアニメを参照）、同年11月に本作の外伝「Dies irae 〜Interview with Kaziklu Bey〜」（全年齢ADV）の発売を発表。

## 沿革
- 2007年
  - 1月26日 - 物語の前日談を収録したドラマCD『Wehrwolf』発売。
  - 12月21日 - 『Dies irae Also sprach Zarathstra』（無印版、07年版とも）発売。
- 2008年8月15日 - 聖槍十三騎士団結成が描かれるドラマCD『Die Morgendammerung』発売。
- 2009年
  - 7月24日 - 既存シナリオ（マリィ、香純ルート）に加筆修正を加えた『Dies irae Also sprach Zarathustra -die Wiederkunft-』発売。
  - 12月25日 - 新シナリオ（玲愛、螢ルート）を追加した『Dies irae 〜Acta est Fabula〜 -Scharlachrot Grün-』（アペンド版）および全シナリオを収録した『Dies irae 〜Acta est Fabula〜』（完全版）発売[注 1][注 2]。
- 2010年
  - 4月23日 - 本編の11年前に起こった事件が描かれるドラマCD『Verfaulen segen』、玲愛ルートの後日談が収録されたオリジナルサウンドトラック『Neuen Welt Symphonie』発売。
  - 9月24日 - シリーズ累計5万本達成記念として「カップリング人気投票」で一位をとったカップルのドラマCD同梱『感謝キャンペーンパッケージ版』発売。
- 2011年9月30日 - 本作と世界観を共有しIFストーリーにあたる『神咒神威神楽』発売。
- 2012年
  - 6月28日 - 完全版に発売済ドラマCDの内容をシナリオとして収録、さらに特定のヒロインのルートのアフターが追加されたPlayStation Portable (PSP) 移植版『Dies irae 〜Amantes amentes〜』発売。
  - 8月31日 - Windows版『Dies irae 〜Amantes amentes〜』発売[3]。
- 2015年
  - 4月24日 - 「Dies iraeアニメ化プロジェクト」始動（経過はテレビアニメを参照）。
  - 8月19日 - Android版『Dies irae 〜Amantes amentes〜』が楽天アプリ市場にて先行配信開始。
  - 8月28日 - ゲッツ・フォン・ベルリッヒンゲンを主人公とした外伝第一弾ドラマCD「Todestag Verloren」発売。
- 2016年
  - 3月25日 - ヴィルヘルム・エーレンブルグを主人公とした外伝第二弾「Dies irae 〜Interview with Kaziklu Bey〜」（全年齢）発売。
  - 12月2日 - Android, iOS版『Dies irae 〜Amantes amentes〜』配信開始。
- 2017年10月 - テレビアニメ放送開始（全12話＋総集編）。
- 2018年
  - 7月 - テレビアニメの続編（全6話）がAT-Xにて放送。
  - 10月18日 - 2012年に発売した同名ゲームに「Dies irae PANTHEON」の前日譚を追加したNintendo Switch版『Dies irae 〜Amantes amentes〜 For Nintendo Switch』発売。
- 2019年
  - 3月31日 - 発売元の株式会社グリーンウッド解散。 スマートフォン専用ゲーム『Dies irae PANTHEON』開発中止。
- 2021年
  - 10月1日 - 発売元の株式会社グリーンウッドの事業継続が発表された。『Dies irae PANTHEON』の開発目途はたっていない。

## 世界観・設定

### 諏訪原市
本作の舞台となる諏訪原市（すわはらし）は60年程前から存在する都市で、現在では人口80万人以上の政令指定都市となっている。歴史はそれほど古くはないものの海浜公園や遊園地、巨大タワーなどが存在し、人の出入りが盛んな行楽地として栄えている。蓮や香純の通う月乃澤学園や玲愛の暮らす教会は市の建設とほぼ同時期に建てられたものである。
しかし一部ではオカルト的な噂も囁かれており、町の人口が政令指定都市となった10年前から全く変動しておらず、その数はナチス武装親衛隊の隊員数と等しい、町の主要地点を点で結ぶとハーケンクロイツの形になる、などとも噂されている。
騎士団たちは街を「シャンバラ」という意味深な別称で呼び、「スワスチカを開く」と称して、特定の場所で大量虐殺を行う。

### 聖遺物
本作における聖遺物（AhnenErbe）は、過去の聖人の遺品のことではなく、人間の思念を吸収することにより自らの意思を持ち、絶大な力を持つようになったアイテムの総称である。
聖遺物を扱うためには、メルクリウスの組み上げた複合魔術「永劫破壊（エイヴィヒカイト、die Ewigkeit）」と呼ばれる理論が必要である。これは発動に人間の魂を必要とし、使うには常に人間を殺し続けねばならない。殺せば殺すほど強くなっていき、殺した数に相当する霊的装甲を常に纏うようになる。しかし魂にも質が存在し、単純な量だけではなく、戦士や殺すことを躊躇する相手の魂ほど質が高く、質と量の両面を兼ね備えるほど効率的に強化される。エイヴィヒカイトを操る者は聖遺物によってしか倒せず、それ以外の手段での攻撃は一切通じない。聖遺物による攻撃は、物理的・霊的の両面でなければ防げない。また、喰らった魂に相当する生命力を得ているため、仮に肉体的損傷を受けてもすぐさま再生される。聖遺物を破壊されない限り、エイヴィヒカイトの使い手は不老不死であるが、逆に聖遺物が破壊された使い手は死亡する。しかし、これらの特性はエイヴィヒカイトの副次的作用に過ぎず、本来のエイヴィヒカイトがどのようなもので、何を目的として作られたのかは、生みの親であるメルクリウス以外誰も知らない。
エイヴィヒカイトには活動（Assiah）・形成（Yetzirah）・創造（Briah）・流出（Atziluth）という4つの位階（Degree）が存在し、位階が上がるごとに戦闘能力も飛躍的に増大していく。位階が1つ違えば、その戦闘力は次元違いになる。聖槍十三騎士団に属する者たちは、ほぼ全員が第3段階である「創造」の位階にまで達している。エイヴィヒカイトの使い手はほぼ全て、能力を発動する際にその能力や渇望に則した戯曲の一節などを詠唱する。エイヴィヒカイトの強さは聖遺物の歴史ではなく、いかに多くの魂を取り込んだかということと、それを操る術者自身の力量による。なお、エイヴィヒカイトの位階は本来既存のいかなる体系とも異なるが、欧州人が多い騎士団の性質を考慮して便宜上、クリスチャン・カバラのセフィロト四層概念が使用されている。

### 聖槍十三騎士団
聖槍十三騎士団とは、科学と魔術の実践によって人外の力を得た正真正銘の超人にして魔人たち、ナチス・ドイツの親衛隊の中でも最強の力を持つ、国家すら滅ぼしうる十三人の軍団である。ドイツ語ではLonginus∴Dreizehn∴Orden（ロンギヌス・ドライツェーン・オルデン）でL∴D∴Oと略す。構成員はほぼ全員が共通の黒い軍服と赤い腕章を身に付けている。また黄金練成の白化、黒化、翠化、黄化、赤化の五色を司る団員は、それと同色の、ルーンの刻まれたストラを身に着けている。
各団員はいずれも、占星術、ルーン魔術、大アルカナの式を用いた黒円卓と呼ばれる魔法陣の霊的加護を宿し、規格外のマジックウェポンである聖遺物を操り、各々にその性質や特性に合わせた称号である魔名が与えられている。魔名は、魔術の奥義に達した者である達人級（アデプト）の証として副首領から授けられたものであり、その自負と敬意から、団員同士は普段互いを呼び合う時、本名ではなく魔名を用いる場合が多い。彼らの力は真実文字通りの一騎当千であり、超常の理を知らない人間や兵器ではどう足掻こうと太刀打ちできるものではない。その圧倒的な強さと危険度から、国連の裏ルートなどでは騎士団員に莫大な懸賞金が賭けられ、今に到るも額が増え続けている（その総和は主要先進国の軍事予算に匹敵する）。
黒円卓における順位は力や地位の序列とは関わりがない（首領は黒円卓第一位だが、副首領は二位ではなく十三位である）。騎士団の中でも首領と副首領の力は他団員とは遥かに隔絶しており、絶対の存在として騎士団に君臨している。また、騎士団幹部であるシュライバー（白騎士）、マキナ（黒騎士）、ザミエル（赤騎士）の三騎士は大隊長と呼ばれ、首領、副首領を除く団員中、桁外れの実力を持つ。ベルリン崩落時より首領と副首領、及びこの三騎士は消息を絶っている（もうこの世には存在していないという説もある）。
聖遺物の括弧内は、その素体となった物である（括弧が無いものは、不明か、素体そのものが名称となっている）。
| 聖槍十三騎士団の一覧 | 聖槍十三騎士団の一覧                                                                                            | 聖槍十三騎士団の一覧                  | 聖槍十三騎士団の一覧                                     | 聖槍十三騎士団の一覧 | 聖槍十三騎士団の一覧 | 聖槍十三騎士団の一覧 | 聖槍十三騎士団の一覧                               | 聖槍十三騎士団の一覧 | 聖槍十三騎士団の一覧 | 聖槍十三騎士団の一覧                                     | 聖槍十三騎士団の一覧 |
| No.                  | 姓名 | 称号                                  | 通称                                                     | ルーン               | 大アルカナ           | 占星術               | 聖遺物                                             | 位階                 | 形態                 | 詠唱                                                     | 生年月日             |
| -------------------- | --- | ------------------------------------- | -------------------------------------------------------- | -------------------- | -------------------- | -------------------- | -------------------------------------------------- | -------------------- | -------------------- | -------------------------------------------------------- | -------------------- |
| 1                    | ラインハルト・トリスタン・オイゲン・ハイドリヒ Reinhard Tristan Eugen Heydrich                                  | 愛すべからざる光 Mephisto Pheles      | ハイドリヒ卿、獣殿                                       | 破壊                 | 皇帝                 | 白羊宮               | 聖約・運命の神槍                                   | 流出                 | 武装具現型           | マルコによる福音書、怒りの日、奇しきラッパの響き、涙の日 | 1904年3月7日         |
| 2（三代）            | 櫻井戒 Kai Sakurai                                                                                              | 死を喰らう者 Tubal Cain               | カイン                                                   | 力                   | 法王                 | 金牛宮               | 黒円卓の聖槍                                       | 創造                 | 武装具現型           | 古事記                                                   | 1977年5月12日        |
| 3                    | ヴァレリア・トリファ （ヴァレリアン・トリファ） Valeria Trifa （Valerian Trifa）                                | 神を運ぶ者 Christof Lohengrin         | クリストフ、聖餐杯（猊下）                               | 保護                 | 恋人                 | 双児宮               | 黄金聖餐杯（ラインハルト・ハイドリヒの玉体）       | 創造                 | 特殊発現型           | ローエングリン                                           | 1910年6月4日         |
| 4                    | ヴィルヘルム・エーレンブルグ Wilhelm Ehrenburg                                                                  | 串刺し公 Kaziklu Bey                  | ベイ                                                     | 茨棘                 | 戦車                 | 巨蟹宮               | 闇の賜物（ヴラド・ツェペシュの血液）               | 創造                 | 人器融合型           | ばらの騎士                                               | 1917年7月10日        |
| 5                    | 櫻井螢 Kei Sakurai                                                                                              | 獅子心剣 Leonhart August              | レオンハルト、レオン                                     | 闘争                 | 力                   | 獅子宮               | 緋々色金                                           | 創造                 | 武装具現型           | 古事記                                                   | 1989年4月22日        |
| 6                    | 氷室玲愛 Rea Himuro                                                                                             | 太陽の御子 Zonnenkind                 | ゾーネンキント                                           | 復活                 | 隠者                 | 処女宮               | 聖櫃（諏訪原市）                                   | 流出                 | 事象展開型           | 復活                                                     | 1988年12月25日       |
| 7                    | ミハエル・ヴィットマン Michael Wittmann                                                                         | 鋼鉄の腕 Göetz Von Berlichingen       | マキナ、ベルリッヒンゲン                                 | 流動                 | 正義                 | 天秤宮               | 機神・鋼化英雄（ティーガー戦車）                   | 創造                 | 特殊発現型           | パルジファル                                             | 1914年4月22日        |
| 8                    | ルサルカ・シュヴェーゲリン （アンナ・マリーア・シュヴェーゲリン） Rusalka Schwägerin （Anna Mariea Schwägerin） | 魔女の鉄槌 Malleus Mareficarum        | マレウス                                                 | 束縛                 | 死神                 | 天蠍宮               | 血の伯爵夫人（エリザベート・バートリーの拷問手記） | 創造                 | 事象展開型           | ルサルカ                                                 | 1751年11月18日       |
| 9                    | エレオノーレ・フォン・ヴィッテンブルグ Eleonore Von Wittenburg                                                  | 魔操砲兵 Samiel Zentaur               | ザミエル                                                 | 勝利                 | 節制                 | 人馬宮               | 極大火砲・狩猟の魔王（ドーラ列車砲）               | 創造                 | 武装具現型           | 魔弾の射手、神々の黄昏                                   | 1914年12月13日       |
| 10                   | ? | 紅蜘蛛 Rot Spinne                     | シュピーネ                                               | 獲得                 | 悪魔                 | 磨羯宮               | 辺獄舎の絞殺縄                                     | 形成                 | 人器融合型           | なし                                                     | 1908年1月7日         |
| 11                   | リザ・ブレンナー Riza Brenner                                                                                   | 大淫婦 Babylon Magdalena              | バビロン                                                 | 輪廻                 | 星                   | 宝瓶宮               | 青褪めた死面                                       | 形成                 | 事象展開型           | 主の栄光を 天は語り                                      | 1915年2月11日        |
| 12                   | ウォルフガング・シュライバー （アンナ・シュライバー） Wolfgang Schreiber （Anna Schreiber）                     | 悪名高き狼 Hrozvitnir                 | シュライバー                                             | 狼                   | 月                   | 双魚宮               | 暴嵐纏う破壊獣（ZundappKS750）                     | 創造                 | 人器融合型           | ニーベルングの指輪、死と乙女                             | 1920年2月27日        |
| 13                   | カール・エルンスト・クラフト （ヘルメス・トリスメギストス） Carl Ernst Kraft （Hermes Trismegistos）            | 水銀の王 Mercurius                    | メルクリウス、カール、カリオストロ、クラフト、その他多数 | 超越                 | 魔術師               | 水星                 | ツァラトゥストラ（藤井蓮）                         | 流出                 | 特殊発現型           | ラテン語格言                                             | 1900年5月3日         |
| 13（代行）           | 藤井蓮 （???） Ren Fujii （???）                                                                                | 超越する人の理 Zarathustra Übermensch | ツァラトゥストラ、副首領代替                             | 超越                 | ？                   | 水星                 | 罪姫・正義の柱（ギロチン）                         | 活動→形成→創造→流出  | 人器融合型           | ファウスト、ツァラトゥストラはかく語りき                 | ？                   |
| 5（先代）            | ベアトリス・ヴァルトルート・フォン・キルヒアイゼン Beatrice Waltrud von Kircheisen                              | 戦乙女 Valkyrja                       | ヴァルキュリア                                           | 闘争                 | 力                   | 獅子宮               | 戦雷の聖剣                                         | 創造                 | 武装具現型           | ワルキューレ                                             | 1923年7月30日        |
| 6（初代）            | イザーク Isaak                                                                                                  | 太陽の御子 Zonnenkind                 | イザーク                                                 | 復活                 | 隠者                 | 処女宮               | 聖櫃（ベルリン）                                   | 流出                 | 事象展開型           | マルコによる福音書                                       | 1942年8月31日        |
| 2（初代）            | 櫻井武蔵 Musashi Sakurai                                                                                        | 死を喰らう者 Tubal Cain               | カイン                                                   | 力                   | 法王                 | 金牛宮               | 黒円卓の聖槍                                       | 創造                 | 武装具現型           | 天津罪、国津罪                                           | 1901年4月30日        |
| 2（二代）            | 櫻井鈴 Rei Sakurai                                                                                              | 死を喰らう者 Tubal Cain               | カイン                                                   | 力                   | 法王                 | 金牛宮               | 黒円卓の聖槍                                       | 創造                 | 武装具現型           | 古事記                                                   | 1952年5月6日         |
| EX（8）              | 遊佐司狼 Shirou Yusa                                                                                            | 狼を司る者 Georgius                   | なし                                                     | 束縛                 | ？                   | 天蠍宮               | 血の伯爵夫人（エリザベート・バートリーの拷問手記） | 形成                 | 人器融合型           | なし                                                     | 1990年3月3日         |

## あらすじ
第二次世界大戦終結を間近に控えた1945年5月1日、ドイツ。陥落寸前となった首都ベルリンに「聖槍十三騎士団」と呼ばれる者達がいた。彼らにとっては自国の敗退など取るに足らぬことであり、むしろ戦火の犠牲となった夥しき数の民衆を謎の儀式の触媒として生贄にしていたのである。戦争終結後彼らの存在は歴史の闇に隠れ、その行方を知るものは誰もいない。
その61年後、西暦2006年の日本。「諏訪原市」に暮らすごく普通の学生藤井蓮は親友の遊佐司狼と、どうしたことか殴り合いの決闘を起こし、その結果、満身創痍となり2ヶ月もの入院生活を強いられていた。その後無事に退院し、幼馴染の綾瀬香純や先輩の氷室玲愛と共に元の学園生活にも戻りつつあった。
しかし、クリスマスも近づいた12月の諏訪原市では人が首を斬り落とされて殺されるという無差別連続通り魔事件が起こり始める。奇妙なことに蓮はその頃から、自分が断頭台で首を刎ねられるという恐ろしい悪夢にうなされ始めていた。だがそれは彼にとって恐怖と苦悶に満ちた戦いの物語の前触れでしかなかった。
裏返る日常。暗躍するナチスの残党。街は戦場へ変わり、常識を超えた不条理が蓮を襲う。戦わなければ生き残れない現実の前に彼は平凡な生活を取り戻せるのか。

### 攻略ルート
香純ルート
無印版からルートあり。完全版では最初から攻略可能。蓮にとって日常の象徴でもある香純。闘いが激化するなか、ついに一般人であった香純へもその魔の手が伸びる。そして騎士団では強大な幹部達を押さえ込み、クリストフが自身の野望のため暴走を始める。このルートで香純の正体、蓮と司狼との喧嘩の理由、蓮の刃物のトラウマの原因が明かされる。
螢ルート
完全版から追加され、最初から攻略可能。日本人であり、蓮たちと同世代であるという、騎士団の中にいるのが不自然な螢。蓮の「死者は決して戻らない」という持論に対し、異常なまでの敵愾心を持っていたのは彼女が騎士団にいる理由にあった。行方不明であった三騎士が予定より早く現代に戻り、騎士団との闘いはさらに激しさを増す。ボロボロにされながらも戦い続ける螢。しかし一縷の希望であったラインハルトがもたらす黄金練成の本当の意味を知った彼女はある決意をする。このルートでトバルカインの秘密や、抜け番となったベアトリスの死亡理由、騎士団に所属していた理由が明らかになる。
マリィルート
無印版からルートあり。完全版では香純か螢ルート後に攻略可能。自身の聖遺物としてメルクリウスに宛がわれ、人を殺すことにも何ら疑念を抱かないマリィ。ラインハルトに敗北し、何も知らなかった彼女が蓮と共にいる事で他人や自分の感情に気付き、それらを理解していく。ラインハルトは近衛の三騎士を動かし、スワスチカを完成させ、再び現世へ舞い戻らんとする。蓮は自身の深遠の淵で、メルクリウスに自分の正体を明かされる。その事実に打ちひしがれる蓮だが、それでも自分の大事な物を守るため、マリィのために戦い続けることを誓い、ラインハルトとの決戦へと向かう。マキナの正体、流出位階の能力、メルクリウスの正体がこのルートで明かされる。
玲愛ルート
完全版から追加され、マリィルート後に攻略可能。蓮はルサルカやヴァレリアから玲愛が騎士団にいる意味を聞かされる。自らの境遇から死ぬ事をすぐ考え、諦観していた玲愛だが蓮と共に生きることを望んだ。その玲愛の行動で、蓮たちは大切なものを失ってしまう。そして騎士団では各々の目的のため次々と同士討ちが始まる。その姿はまさに修羅道そのものであった。このルートで既知世界における自壊衝動、蓮と司狼およびラインハルトとメルクリウスの関係、イザークの出生、“座”の意味、既知世界の真実、そして最大の秘密である蓮の基となる者の正体が明らかになる。またこのルートには無印版にあった『ルサルカバッドエンド』の一部が統合されている。

## 登場人物
声優はPCゲーム版 / 移植版・アニメ版の順で表記。

### 主要人物
藤井 蓮（ふじい れん）
声 - 先割れスプーン / 鳥海浩輔、矢口アサミ（少年時代）
身長：176cm 体重：63kg
この物語の主人公。諏訪原市にある私立月乃澤学園の2年生。
タブーに触れなければ人当たりはいいのだが、人付き合いは良いほうではなく、社交性に欠けた一匹狼気質で学園内に友人は少ない。2ヶ月前の司狼との一件により、学園では悪評が立ってさらに一線を引かれている。しかし本人は争いごとや事件は好きではなく、平凡で無難な人生を送ることを望んでいる。失われたものは二度と戻ってこず、戻ってくるものには価値がないという独自の持論を持ち、だからこそ今あるものを大事にしなければならないと考えているため、日常や仲間を何より大切に思っている。
香純、司狼とは住んでいるアパートでは隣同士で、それぞれの部屋との間の壁には内緒で作られた秘密の抜け穴がある。自分の外見がやや女っぽいことにコンプレックスを感じており、容姿について触れられると不機嫌になる。また刃物の類も苦手で、アパートの自室には料理用の包丁すら置いていない。諏訪原市には2年前、幼馴染の香純と共に学園に通うため引っ越してきた。
退院した後、首刈り魔事件が発生する頃から謎の悪夢を見るようになり、ある夜、自分をツァラトゥストラと呼称する騎士団の襲撃を受ける。その日を境に彼の日常は崩れ去り、騎士団との戦いに巻き込まれてゆくこととなる。
聖遺物は『罪姫・正義の柱（マルグリット・ボワ・ジュスティス）』。形態は人器融合型。位階は騎士団との戦いを重ねるごとに上がって行くことになる。触る者全ての首を刎ね飛ばすマリィを唯一所持することができ、形成位階では右手が赤い紋様の刻まれたギロチンへと変化する。基本的に殺した人数が多いほどに強くなるエイヴィヒカイトだが、蓮とマリィの場合は魂の質の面を極めているために、彼らの魂のみで騎士団員すら凌駕する力を秘めている。またこのギロチンによって首を刎ねられた者は、たとえ不死者であろうとも滅ぶという強力な必殺性を有している。
蓮の創造は作中において三種あり、一つ目は『美麗刹那・序曲（アイン・ファウスト・オーベルテューレ）』。発現は求道型。この位階に達すると、カドゥケウスが眼に宿り、ギロチンの刃の紋様も変化する。「満たされた刹那を永遠に味わいたい」という渇望から来るその能力は体感時間の停滞。自身の体感時間を無限に引き延ばし、その引き延ばした時間の中を動くことで本来の時間軸において超加速を行う。理論上時間の停滞に上限はなく、蓮が強く思えば思うほど無限に時間を引き延ばし加速していく非常に強力な技である。しかしその反面、加速は精神状態によって振り幅が左右されるので、毎度同じ速度域で発現できるとは限らないという難点もある。
二つ目は『死想清浄・諧謔（アイン・ファウスト・スケルツォ）』。発現は覇道型。あるルートでマリィを失った蓮が『戦雷の聖剣（スルーズ・ワルキューレ）』を触媒に「死者の生を認めない」という渇望を具現化した突発的な創造。生ける死者であるラインハルトやエインフェリアらには存在する限り弱体化していくという特効的な力を発揮する。反面、生ける死者以外の者が相手なら戦闘力は形成位階程度である。突発的に発現した、本来の蓮の渇望とは異なった能力だが、これは彼の「満たされた刹那を永遠に味わいたい」という渇望の根源に「失った物は戻らないからこそ、今あるもの（生きているもの）を大事にしたい」という思想があり、それが転じて「今あるものを蔑ろにする死者蘇生は許さない」という思いが発現したもの。そのため、渇望の根源は変わっておらず、これもまた蓮の魂に刻まれた渇望の形である。
三つ目は『涅槃寂静・終曲（アイン・ファウスト・フィナーレ）』。発現は覇道型。『美麗刹那・序曲』の完成形であり、蓮の創造位階における究極系。発動時にはカドゥケウスが胸に描かれ、髪は赤く、肌は赤銅色と非常に禍々しい姿に変貌し、ギロチンの刃が背中から羽根の様に数十条にも及び発現する。その能力は『美麗刹那・序曲』と同様の体感時間の停滞による加速と共に、その停滞を視認可能な全域に強制する。つまり、蓮が加速すればするほど対象者を停滞させていく（100倍加速すれば相手は100倍の遅延を強制され、相対的に万倍の停滞を押し付ける）。またこの能力は“座”と連結しているため、ルールの強制力は非常に強大で、これに抗えるのは双首領と三人の大隊長のみであり、他の者には絶対攻略不可能な能力である。
流出は『新世界へ語れ超越の物語（レースノウァエ・アルゾ・シュプラーハ・ツァラトゥストラ）』。「満たされた刹那を永遠に味わいたい」という渇望を具現化した時の永続停止の世界法則。この世界では蓮が愛すべき刹那として、彼が望む幸福な時間を共に過ごしたいと思っている者だけが活動を許され、蓮と共に時の止まった存在となって永遠を生きる。時の流れが存在しないこの世界では、あらゆるものが永久不変であるためさながら無間地獄と形容される。当然この法下で活動できるものは限られるため、蓮自身はこの世界を「碌でもない世界」として“座”を握るには相応しくないと考えている。
詠唱は創造が『ファウスト』、流出は『ツァラトゥストラはかく語りき』。『ファウスト』において、彼がメフィストフェレスに魂を差し出す言葉は、蓮の形成詠唱であり、流出位階そのものを示している。
その正体はメルクリウスの代行者であり、彼が生み出したエイヴィヒカイトの唯一にして真の後継者、『超越する人の理（ツァラトゥストラ・ユーヴァーメンシュ）』。マリィの為に作られた聖遺物を操るための聖遺物であり、ラインハルトの持つ『運命の神槍』を例外とした全ての聖遺物を完全に操り、能力の源となる渇望すら使い分ける事が出来る。ゆえに彼には両親というべき者は存在しない。ことエイヴィヒカイトの資質において並ぶ者はおらず、彼が自身の存在を理解し“完成”すれば、ラインハルトに匹敵する存在になるとメルクリウスに断言される。シャンバラで行われる黄金錬成の執行人。黄金錬成の錬成陣であるスワスチカは大量の魂を捧げることで開かれるが、それをより良い質で仕上げるためには魔人の落命が必要になり、そのための闘争を誘発させる敵役こそが蓮である。ただしメルクリウスの目的は別にあり、彼をマリィと番わせることでマリィの渇望を覇道型にすることと、彼とラインハルトをぶつけ合わせることで“座”への道を開き、諸共相打ちにさせることが真の狙い。また彼の基となった魂の名前は、特定の条件を満たすとあるルート後に明かされる。
Zwei Wirklichkeit
ベアトリスの建てた孤児院の出身で、2006年、彼女の世話のため共に日本へやって来る。

綾瀬 香純（あやせ かすみ）
声 - 佐本二厘 / 結下みちる（移植版）、福原綾香（アニメ版）
身長：161cm 体重：48kg 3サイズ：B86/W60/H85
誕生日：9月9日 血液型：O型
この物語のヒロインの一人。蓮の幼馴染でクラスメイト。蓮が望む日常の象徴であり、彼にとっては陽だまりのような人物。
幼い頃に両親を亡くした蓮を綾瀬家が引き取り、二人は長い間同居していた。勝気でテンションが高く友人も多いため学園では人気者で、学園の表ミスと一見完璧そうに見えるが成績はさほど良くなく、高所恐怖症という弱点もある。胸元にほくろを持っている。
剣道部の主将を務めており、その実力は全国でも上位に入る。蓮に対してはおせっかい焼きで面倒見がよく、進んで蓮の身の回りの世話をしてお姉さんぶろうとするが、あまり似合っていない。そのしつこさから、たまに蓮に「バカスミ」と呼ばれ煙たがれるが、心の内では感謝されている。蓮と同じアパートで隣の部屋に住んでおり、壁に穴を開けて蓮の部屋への入り口を作っている。
実はカドゥケウス（双頭の蛇）の特性から、一連の首刈り魔事件と重要な関わりを持っていた。
彼女もまた綾瀬家の養子であり、両親と血がつながっていない。初代ゾーネンキント・イザークの隠された弟ヨハンの子孫であるため、玲愛と同じく聖櫃としての資質を持つ。しかしヨハン自体がイザークと比べかなり劣っていたため、香純のゾーネンキントとしての性能も玲愛には数段劣っている。
戦闘能力は持たないが、その精神の強さは作中でも屈指であり、司狼、ヴァレリアを感嘆させ、メルクリウスをして「恋に落ちかけた」と言わせるほど。

マリィ（Marie）
声 - 榊原ゆい（共通）
身長：160cm 体重：50kg 3サイズ：B88/W60/H89
この物語のヒロインの一人。蓮が香純とのデート後に見るようになった不思議な夢の中に現れる謎の少女。「人類最悪にして最美の魂」と称される。
呪われたフランス人とも言われるが、本当にフランス人なのかも不明。背が低く、ボロボロのドレスに見える真っ白な服を着ている。フランス語による不気味な歌をいつも口ずさんでおり、その首にはまるでギロチンで切断されたような傷跡がある。
その正体は数多の罪人を処してきた『罪姫・正義の柱（マルグリット・ボワ・ジュスティス）』。ギロチンに宿っている魂マルグリット･ブルイユである。断頭台の下に生まれ、人に触れると問答無用で首を刎ねる呪いを帯びていた。そのため周囲の人間に忌避され、誰とも深く関わることなく処刑されてその人生を終えた。それゆえに人の感情などもあまり理解できておらず、性格は無垢、無邪気であり、蓮に武器として扱われることにも何の疑問も抱いていない。蓮が形成段階に至って以降は魂を具現化し、現実世界でも現れる。その際は髪を纏め、香純に貰った黒のゴスロリの服装および香純の制服を着る。生前と同様、斬首の呪いを帯びているが、蓮の意識がある時にはその呪いは発動しない。
彼女のルート及び玲愛ルートでは人としての自覚を持ち人間らしさが芽生え、一人の少女として蓮達の日常に加わりたいと考えるようになる。あるルートでは蓮の渇望を理解し、彼の意識を失わせ『美麗刹那・序曲（アイン・ファウスト・オーベルテューレ）』を独自に発動させて戦闘を行うことも可能とした。
生まれた時から流出位階に達した魂を持つ埒外の存在。しかし、性質が求道であるために世界法則を塗り替えることはない。彼女自身が完全永遠の存在となっており、その為死しても永劫回帰の法則に囚われることはなく、その魂は一人既知世界から外れた“特異点”に存在している。その魂は単体でラインハルトの総軍に匹敵、あるいは凌駕する究極の質を有している。
流出は『すべての思いに巡り来る祝福を（アマンテース・アーメンテース＝オムニア・ウィンキト・アモール）』。元となった渇望は「全てを抱きしめたい」。蓮と感情を共有し、その願いの意味を知り、彼の願いを守りたいという新たな渇望を得たマリィが至った覇道型の流出。全ての人の幸福を願う慈愛の理であり、この世界に在る魂はたとえ今生で幸せになることができなくとも、女神の導きにより来世を生き、輪廻転生の中でいつか必ず幸福になることを約束される。
あらゆる渇望を肯定するというその特性ゆえ、本来ならば世界法則の潰し合いを起こす神格の共存すらも可能としており、マリィルートでは蓮、メルクリウス、ラインハルトの三柱の神格を同時に存在させていた。更にこの流出には他の流出に見られる戦闘能力が一切なく、まさしく新世界を包み込むためだけにある流出と言える。
マリィルートでは先代の神であるメルクリウスが生き残ったため、世界法則が塗り変わった後もそのまま世界が続いたが、玲愛ルートでは一度世界が一新され、新たな歴史が始まっている。

氷室 玲愛（ひむろ れあ）
声 - 雛見風香 / 生天目仁美
身長：155cm 体重：44kg 3サイズ：B82/W56/H81
誕生日：12月25日 血液型：A型
この物語のヒロインの一人。月乃澤学園3年生で蓮の先輩であり数少ない友人の一人。祖父がドイツ人のクォーター。周回プレイで一定の条件を満たしてから攻略可能となる。
諏訪原市に一つしかない教会にシスター・リザと共に暮らしている。洗礼名はテレジアと言い、「玲愛」はそれを日本風に改めたもの。物静かで神秘的な雰囲気があるが性格は天然気味。蓮曰く、空気に話しかけているような話し方をする。成績は平均的だが。極度の運動音痴。家事も不得意。あまり人と交流を持ちたがらず、また口を開くとネジが外れた言動が目立つためか蓮達以外に友人はいない。しかし一部のマニアから高い人気がある、学園の裏ミス。
2ヶ月前、司狼と決闘し重傷を負った蓮を病院まで運んだ。諏訪原市で発生している連続殺人事件による遺体の第一発見者でもある。
その正体は聖槍十三騎士団黒円卓第六位『太陽の御子（ゾーネンキント）』。初代黒円卓第六位ゾーネンキント・イザークの血を引いている。しかし血脈維持の過程で東洋人の血を混ぜたため、「唯一の成功例にして、最大の失敗作」と呼ばれる。騎士団員ではあるものの戦闘力は一般人と大差無く、戦闘員としては問題外である。しかし、その存在自体が騎士団の目的と深く関わるため、同胞でも彼女に危害を加える事はタブーとされている。首領と大隊長、ひいては“城”を現世に召喚する役割を担う。その条件として、彼女が希望か絶望のどちらかを抱き、生か死を願う必要がある。当初は彼女自身自分が何者であるかを知らないが、スワスチカが開いていくことで遺伝子に刻み込まれた情報が目覚める。
聖遺物は『聖櫃』。形態は事象展開型。位階は黄金練成によってなされる疑似的な流出。諏訪原市全体を聖遺物として、赤化、黒化、白化、翠化、黄化の五色からなる黄金練成『壺中聖櫃・不死創造する生贄祭壇（ハイリヒアルヒェ・ゴルデネエイワズ・スワスチカ）』の鍵となる。ラインハルトの“城”を現実世界に流出するための子宮であり、彼女自身が聖遺物を操ることはない。また詠唱は玲愛のみでなく、首領、副首領、三騎士とともに複数で行う。
詠唱はマーラーの『交響曲第2番第5楽章』。

櫻井 螢（さくらい けい）
声 - かわしまりの / 瑞沢渓
身長：168cm 体重：50kg 3サイズ：B83/W57/H82
誕生日：4月22日 血液型：B型
この物語のヒロインの一人。聖槍十三騎士団・黒円卓第五位『獅子心剣（レオンハルト・アウグスト）』。騎士団最若輩の日本人。
大戦中、同盟国としてナチスと関わっていた一族の末裔であり、11年前、先代の第五位であるベアトリス・キルヒアイゼンの後釜として騎士団に入隊。そのため、年齢は外見と変わらず、61年前に消息を絶った幹部たちとは面識がない。騎士団唯一の純粋な日本人であるため、ヴィルヘルムなどからは劣等呼ばわりされている。
蓮とヴィルヘルムたちが初遭遇した時、蓮に止めを刺そうとするヴィルヘルムを止めた。その翌日、ルサルカと共に月乃澤学園へ転校生として現れる。
一見生真面目で冷静沈着に見えるが、根はかなりの激情家。普段は理知的な口調だが、興奮すると幼い言葉遣いをする時もある。また、無益な殺生を好まず、結果的に蓮を助けたり、ヴィルヘルムの度が過ぎた行動を忠告したりしている。私生活では寝起きが悪いらしく、時間にもルーズで、少女漫画を好むという年相応な部分を見せる。敵対関係にある蓮とは思考、性格で互いに通ずるものがあり、それゆえよく反発しあっている。
ある目的のため騎士団に参加していて、それは首領への忠誠によるものではない。また、トバルカインにはある事情から特別な感情を抱いている。ルートによっては、騎士団の本来の目的を知り、離反する。
本人曰く殺されても仕方のないような人間ばかりを選んで殺したきたため、保有する魂の絶対量は騎士団でも下位。それ故に、実力面では戦闘を得意とする騎士団員には見劣りしてしまう。しかし、精神的な支えを得た時の諦めの悪さは彼女を劣等の小娘と蔑んでいたヴィルヘルムやエレオノーレを感嘆させるほどであり、致命傷を負ってもなお勝つまで勝負を捨てない執念を見せる。
聖遺物は『緋々色金（シャルラッハロート）』。形態は武装具現型。位階は創造。櫻井一族にのみ精練法が伝わる古代の超金属『緋々色金』を素体としている。使用者の魂に応じて形を変えるもので、螢の場合は炎を纏った赤い剣を具現化し扱う。
創造は『爾天神之命以布斗麻邇爾ト相而詔之（ここにあまつかみのみこともちてふとまににうらへてのりたまひつらく）』
遊佐 司狼（ゆさ しろう）
声 - ルネッサンス山田 / 前田剛
身長：177cm 体重：65kg
蓮のもう一人の幼馴染でかつての親友。あらゆる物事を高レベルでこなせる天才。左利き。
2ヶ月前、蓮とふとしたことから決闘し、彼と同様全身に瀕死の重傷を負う。その後、蓮と同じ病院に入院するが3日後に姿をくらまし、そのまま消息を絶った。「デジャヴるんだよ」を口癖にし、蓮とは対極的で日常に退屈しており、常に新しい刺激や感覚を求める無鉄砲な性格。そのため、死への恐怖心が皆無であり、デザートイーグルを片手にワルキューレルーンを駆り、聖槍十三騎士団との戦いに自ら足を踏み入れる。
本編が始まる以前に蓮、香純と三人乗りをしてバイク事故を起こし、後遺症として痛覚、味覚、嗅覚が麻痺してしまう。代わりにそれら三感以外が発達し、アドレナリンの大量分泌をする異常体質となり、通常の人間にしては並外れた戦闘力を持っている（弊害として生殖障害を起こし、また短命になっている）。とはいえ騎士団相手には遠く及ばず、加えてダメージを与える手段もないため、まともな戦いでは相手にならない。そのため様々な策と小細工・手段を講じて騎士団に挑む。ルートによっては後半、ルサルカの聖遺物『血の伯爵夫人』を奪うことで騎士団と戦う術を得る。ただしルサルカが事象展開型なのに対し、司狼は人器融合型。位階は形成。自分の体から拷問器具を射出、体そのものを拷問器具に変換する他、デザートイーグルから拷問器具の特性を乗せた弾丸を放つことで聖遺物の使徒相手にも有効に戦える。
また司狼には断続的に既知感(デジャヴュ)が起こり、その既知感を持っている間は何をどうしようとも都合良く絶対に死なない（死ねない）展開になり、本人はこの状態を憎々しく思いつつ「無敵モード」と称している。
2ヶ月前までは蓮と同じアパートに住んでおり、香純とは反対の蓮の隣部屋であった。彼が気まぐれに壁に穴を開けて蓮の部屋への入り口を作ったのを見て、香純がそれを真似た。現在もその穴は香純の意向で塞がっていない。一見すると軽薄そうにも見えるが、幼馴染である蓮や香純、あるいは仲間であると認めた者の危機を身を挺して救おうとするなどの情の深さも見せる。
その正体は蓮の自滅因子に当たる存在。自滅因子とは“座”の神の破滅願望によって誕生する反存在であり、発生源となる神を滅ぼすもの。発生源となる存在は自らが望んだ存在である彼らと互いに強く惹かれあうが、自滅因子は無意識的に発生源を破滅させる行動を取ってしまう。蓮はメルクリウスと繋がる影響で自滅因子を生み出す能力を得てしまっており、司狼は蓮の自滅因子としてメルクリウスと間接的に繋がってしまったことで彼の既知感の影響を受けている。本来の自滅因子は発生源が死なない限り自身も決して死ぬことはないが、神ではない蓮の自滅因子である司狼の不死性は「極めて強運で才気溢れ死ににくい」というレベルに留まっている。

本城 恵梨依（ほんじょう えりい）
声 - 皆美伊吹 / 牧野芳奈
身長：166cm 体重：49kg 3サイズ：B84/W59/H85
誕生日：10月16日 血液型：AB型
学園を去った後の司狼と出会い、行動を共にしている女性。司狼の良き相棒。「エリー」と呼ばれており、苗字で呼ばれることを嫌う。愛用の銃はコルト・キングコブラ。
博識で頭も切れる才媛。コンピュータの操作も得意で、アングラサイトや国連のデータベースへのハッキングもいとも容易く実行することができる。
蓮や司狼が入院していた「本城総合病院」の跡取り娘で、相当なお嬢様学校に通っていたが、病院を脱走しようとしていた司狼と出会って以降既知感を持つようになり、刹那的な快楽を共有することを求め、騎士団との戦いに参加するようになる。
司狼同様に一見すると軽薄な人物に見えるが、仲間のために骨を折ることを厭わない気の良さも併せ持つ。

### 聖槍十三騎士団の人物

#### 現存団員
第二次世界大戦後も存在が確認されている団員。諏訪原市でとある目的を果たすため集結する。
ヴァレリア・トリファ（Valeria Trifa）
声 - 青島刃 / 成田剣
身長：192cm 体重：77kg（本来の体では身長：181cm 体重：66kg）
誕生日：6月4日 血液型：A型
聖槍十三騎士団・黒円卓第三位『神を運ぶ者（クリストフ・ローエングリーン）』。もう一人の黄金。
幹部が不在である騎士団の暫定的最高司令官。裏で策を練り、団員達を指揮・煽動している。彼らが諏訪原市で起こそうとしている儀式を司る狂徒の司祭でもある。物語冒頭に、地球の裏側のメキシコから地脈を伝って富士の樹海に出現した。
仮の姿は教会の神父。玲愛の暮らす教会へ向かおうとして道に迷っていたところを蓮たちに助けられた。表面上は、ドジなうえ気が弱く、柔和な笑顔を絶やさない聖職者として振舞っており、自分に不幸がある度に神に嘆いている。教会の主で古い付き合いのシスター・リザには頭が上がらず、娘のような玲愛を溺愛しているが、彼女には冷たくされている。
本名はヴァレリアン・トリファ。その本性は冷酷非情で、目的のためには手段を選ばない残忍さを持つ狂信の徒。他者の心を探り、同調して言葉巧みに誘導する人心掌握・操作術に長けている。また自分の霊質を操る事で一般人に擬態したり、騎士団員すらも欺くほどの隠形をも可能とする。自身を「永遠の罪人」と称し黄金練成に固執していて、儀式のためには味方すら切り捨てる事も厭わない。その反面で黄金錬成の人柱となる玲愛に対しては、本当の父のような愛情を抱いている。しかし、それが自身の感情か聖遺物（後述）の影響から派生して来るものなのか判別できず苦悩している。
生まれながらにして強力すぎる霊的同調能力を有しており、それによって他者と世界観を共有できない恐怖感に苛まれていたが、ラインハルトとメルクリウスに出会ったことで彼らに忠誠を誓う。だが、そのあまりの恐ろしさに彼は黒円卓から逃げ出し、孤児院を作って孤児達と暮らしていたが騎士団に見つけ出され、その代償として十人の子供の命を奪われた。そしてラインハルトの城に捕らえられてしまった子供たちの魂を解放するため、黄金錬成を劣化させて子供たちだけを復活させ、更にそのための生贄となる者たちを救うために未来永劫同じことを繰り返そうとしている。
聖遺物は『黄金聖餐杯（ハイリヒ・エオロー）』。形態は特殊発現型。位階は創造。黄金の獣と敵味方問わず恐れられ、聖遺物となるほどの恐怖を吸ったラインハルトの肉体である。61年前、彼が魂のみ現世から離れる際、その肉体に、生来の他者との心霊的同調能力、エイヴィヒカイトの力、そしてラインハルトの許可によって自分の魂を移し替え、ラインハルトの肉体を己のものとして使用する、「別人（自身が知る最強の存在である首領）になりたい」という彼の渇望を具現化した能力。そしてこの肉体を所有・保護していることこそが首領代行の証である。 常時形成位階にあり、メルクリウスの法術による防御膜の超強化に加え、内にラインハルトの総軍が渦巻いているため、その肉体の防御力は騎士団の中でも最高クラス。しかしこれはあくまで鎧でしかないために攻撃力は低く、攻撃に転ずる時は創造を発動せねばならない。
創造は『神世界へ翔けよ黄金化する白鳥の騎士（ヴァナヘイム・ゴルデネ・シュヴァーン・ローエングリーン』。発現は求道型。自らを一つの門へと変え、その門から首領の聖遺物たる『運命の槍』を限定的に召喚し、矢のように射出させる。その破壊力は強大だが、これを発動した際には門が亀裂となってヴァレリア自身の魂が無防備となり、無敵の防御力が消失する隙が生まれる諸刃の剣でもある。
詠唱は『ローエングリン』。
上記のような能力なため、他者からは『偽りの光』、『鍍金』とも揶揄される。またメルクリウスからは「自分に近しい存在から死んでいく」という呪いの言葉を受け、『邪なる聖人』とも呼ばれている。これはヴァレリアがラインハルトが望む破壊を忌避しながら彼になりたいという渇望を抱いているという矛盾を皮肉ったものであり、その渇望を捨て去らない限り、ラインハルトの破壊の愛に引きずられて愛した者たちを苦しめることしかできないという意味である。
Die Morgendammerung
東方正教司祭として登場。神に仕える身として読心術を持っており、人々の思念が詰まった特別な存在（即ち作中の聖遺物）の探索に長けたサイコメトラーであり、『闇の賜物』をアンナ（現ルサルカ）に謙譲した。ただし、本人はこの能力を嫌っている。
Zwei Wirklichkeit
ヴィルヘルム、シュライバーの修羅場に居合わせその気晴らしに酒屋に訪れる。リザと話すうちに子供の将来を守るための方策を考えるようになる。その後、1941年にブカレストでホロコーストに反発して保護した子供達と共に行方不明。

櫻井 螢（さくらい けい）
聖槍十三騎士団・黒円卓第五位『獅子心剣（レオンハルト・アウグスト）』。#主要人物の項目を参照。

ヴィルヘルム・エーレンブルグ（Wilhelm Ehrenburg）
声 - 杉崎和哉 ・赤月糸（少年時代） / 谷山紀章
身長：182cm 体重：73kg
誕生日：7月10日 血液型：AB型 階級：中尉
聖槍十三騎士団・黒円卓第四位『串刺し公（カズィクル・ベイ）』。白面外道。ブラッドサッカー。
元オスカー・ディルレワンガー隊、第36SS所属武装擲弾兵師団団員。かつては凶悪犯罪者上がりの軍人で、気性が荒く、殺人狂で戦闘狂。非常に好戦的で、正しい意味で「危ない」性格の持ち主。現存する団員の中では一、二を争う戦闘力を持つ。父と姉との近親相姦から生まれたアルビノであり、自らの血を汚れたものとして忌み嫌っている、日光をはじめとした光の類を嫌うが、夜になると全ての感覚が増幅し研ぎ澄まされるという性質を有している。本人もその吸血鬼のような属性を好み、アイデンティティとしている。そしてその出自から自らの血が汚れているなら変えればいいという考えを持っており、殺した相手の血を啜る。また筋金入りの人種差別主義者でもあるが、高い戦闘能力や精神力を見せる相手には他人種であろうと認めることもある。ワルシャワ蜂起戦にて敵味方市民の区別なく虐殺したことで粛清されたとされるが、その後も世界中の戦場に出没しているため、戦場のオカルトとして兵隊世界では「絶対に戦ってはならない」伝説の存在となっている。ある夜、諏訪原市の公園で突如として蓮の前に現れ、有無を言わさぬまま戦いをしかけ、蓮を瀕死にする。
同胞である騎士団員にも遠慮なく殺意を振りまく狂人であるが、同時に騎士団員達を「戦友であり、家族である」と称するなど、彼なりの仲間意識を抱いている。幹部以外の団員で唯一、首領を恐れずに真の忠誠を誓っている。
シュライバーとは騎士団に加わる前から因縁があり、互いに「一番最初の獣の牙」を称しているため彼を敵視している。
メルクリウスからは「永遠に望むものを奪われる」という呪いを受けており、実際に彼が興味を抱いたものは必ず何らかの形で取り逃がしてしまうため、彼を畏怖し、憎悪している。
聖遺物は『闇の賜物（クリフォト・バチカル）』。形態は人器融合型。位階は創造。ヴラド・ツェペシュの結晶化した血液を素体とし、現在はヴィルヘルムの血液と融合しており、全身のあらゆる箇所から刺さったものの水分や魂を瞬時に吸い取る杭を無数に出現させる。出現した杭を格闘戦や防御などに用いたり、バルカン砲の如く射出もできる。また聖遺物との結び付きは極めて強く、その相性は首領とマキナを除く騎士団中最高クラス。
創造は『死森の薔薇騎士（ローゼン・カヴァリエ・シュヴァルツヴァルド）』。発現は覇道型。彼の「夜に無敵の吸血鬼になりたい」という渇望を具現化した能力であり、周囲を強制的に満月の夜に変質させる結界を展開して自身を強化すると同時に、結界内の生物・物体の生命力を吸い取って自らの力に変え、枯渇させ朽ち果てさせる。創造を展開すると、全身のみならず、結界内のあらゆる場所から無数の杭を出現させることが可能になる。さらに夜に創造を重ねがければ、より大幅に地力や感覚器官が強化される「闇夜」となる。吸収する獲物がいる限り、結界は維持できる。ただし、同時に吸血鬼の特性を得るため、銀や炎、十字架などの吸血鬼が弱点とするものに対しては聖遺物でなくてもダメージを受けるようになってしまうという弱点を持つ。そのデメリットを受け入れることによってメリットをより跳ね上げているため、大幅な強化効果を発揮している。
詠唱は『ばらの騎士』。
Die Morgendammerung
自傷癖を持つ凶悪犯で、快楽を求めて暴挙を振るう荒くれ者。似た特徴を持つ凶悪犯（シュライバー）と誤解されドイツ警察に追われる身となり、彼を疎ましく思い、始末しようとする。
Zwei Wirklichkeit
Die Morgendammerung同様にシュライバーと死闘を繰り広げるも、ラインハルト・ハイドリヒらの介入がなかった為、そのまま戦闘は継続され、勝者は不明だが両者が疲弊しきった所でラインハルトが指揮するゲシュタポに逮捕、1939年中に処刑される。
Interview with Kaziklu Bey
主人公。1944年8月のワルシャワ蜂起で暴虐の限りを尽くした後、荒廃した市街地で一人のアルビノの修道女、クラウディア・イェルザレムと出会う。

ルサルカ・シュヴェーゲリン（Rusalka Schwägerin）
声 - 木村あやか / いのくちゆか
身長：146cm 体重：34kg 3サイズ：B75/W50/H72
誕生日：11月18日 血液型：B型 階級：准尉
聖槍十三騎士団・黒円卓第八位『魔女の鉄槌（マレウス・マレフィカルム）』。アーネンエルベ局の魔女。騎士団最年長者。
ドイツ古代遺産継承局アーネンエルベの初期メンバーで騎士団入団以前から魔道に踏み込んでいた。外見は十代の少女のようであるが、実年齢は副首領を除いた団員の中で最年長を誇る。気まぐれでマイペースな性格で、ふざけたような言動が目立つが、その本性は狡猾で老獪な拷問好きで残忍さはヴィルヘルムと同等。
ヴィルヘルムと共に蓮の前に現れ、蓮がヴィルヘルムに一方的にいたぶられる様を手を出さず笑いながら傍観し、戦闘後、重傷を負った蓮を治療した。蓮が命からがらその場を後にしたのち、螢と共に彼のクラスに転校生としてやってくる。蓮に対して基本的に友好的な態度で接し、気さくに話しかける。事実として彼を気に入っているが、己の目的のために利用し害することも厭わない。
他の団員同様、消息不明の幹部達を畏怖している。その中でも特に、魔道において自らより遥か高みの領域にいるメルクリウスからは「永遠に追いつけない」という呪いを受けており、彼に対して激しい劣等感と憎悪を抱いている。
聖遺物は『血の伯爵夫人（エリザベート・バートリー）』。形態は事象展開型（実際は武装具現型を併せ持つ特殊発現型に近い）。位階は創造。自身の美貌のために多くの女性を拷問にかけたエリザベート・バートリーが獄中で書き記した日記が素体。能力は、それに記された様々な拷問器具の召喚。一つ一つの力は弱いものの、多種多様な器具を扱える。またそれらはあくまで聖遺物の一部であるため、一つ壊されただけでは本人へのダメージは少ない。さらに彼女が創造位階に達した時点で、召喚した拷問器具を破壊されても本人へのダメージを受けなくなっている。
創造は『拷問城の食人影（チェイテ・ハンガリア・ナハツェーラー）』。発現は覇道型。彼女の使い魔である『食人影（ナハツェーラー）』の影を踏んだものの動きを止めるという、聖遺物と自身の魔術を融合した「先に行く者の足を引っ張りたい」という渇望から来る能力である。『食人影』は、騎士団入団の遥か前にある人物から与えられた彼女独自の魔術であるため、創造を使用せずとも『食人影』だけを使役することも可能。ただし操るのはあくまで自分の影であるため、完全な闇の中では使えない弱点も持つ。この能力によって相手を捕らえ、その後に拷問にかけるという戦法を得意としている。
詠唱はアントニン・ドヴォルザークの『ルサルカ』。
本名アンナ・マリーア・シュヴェーゲリン。元は普通の農村に生まれた普通の娘であったが、その美貌から男達には欲望を向けられ、女達からは妬まれていた。そして彼女の周囲で起こった些細な不幸が原因で魔女狩りの標的となり、夫からも見放されて絶望する中、メルクリウスによって魔道の力を与えられ、村の人間を皆殺しにし、真正の魔女となった。
大戦中、所属していたアーネンエルベの同僚に憧れに近い思慕の念を抱いていたが、その人物は戦争で死去する。彼に自身の気持ちを伝えられずに終わった事が少なからず後悔として残っており、彼の愛した不変の刹那になり、もう一度出会いそして愛して欲しいという想いが彼女が不死（＝永遠）を追い求める無自覚かつ根源的な理由となっている。しかし、寿命を超えて延命を続けた影響もありその想いを忘却し、力と知識への欲望に入れ替わってしまっている。あるルートでは、その想いを取り戻すことになる。
公式HP上で行われたカップリング人気投票では彼女と上記の人物のカップリングが第一位となり、その二人を主題としたSSが公開された。
Die Morgendammerung
アンナ・マリーア・シュヴェーゲリンという本編のそれとは大きくかけ離れた妖艶な美女として登場。ドイツ古代遺産継承局局長の側近として、「闇の賜物」を回収した。
Zwei Wirklichkeit
酒屋の看板娘アンナとして登場。最近、知り合ったドイツ古代遺産継承局アーネンエルベの職員に好意を抱いている。2006年、ベアトリスの元へ訪れるため日本へ向かう。

リザ・ブレンナー（Riza Brenner）
声 - 彩世ゆう / 羽吹梨里
身長：174cm 体重：57kg 3サイズ：B93/W60/H91
誕生日：2月11日 血液型：O型
聖槍十三騎士団・黒円卓第十一位『大淫婦（バビロン・マグダレナ）』。代行補佐。マグダラのマリア。
仮の姿は、教会で玲愛と共に暮らしている美人シスター。玲愛のよき理解者であり保護者。落着きと茶目っ気を持ち合わせた包容力溢れる女性であり、しっとりした色気の持ち主。バストサイズFカップというスタイルの良さから、Bカップの玲愛からは羨ましがられている。玲愛への行き過ぎるヴァレリアの愛情に対し制裁を下しているため、彼に恐れられている。諏訪原市で最近発生している連続殺人事件被害者の死体を玲愛と共に発見してしまい、ショックで数日間寝込んでいた。
かつて生命の泉協会レーベンスボルンに所属。超能力開発のため、数多くの子供たちを犠牲にしてきた。首領代理のヴァレリアとは古い付き合いでもある。軍属ではないが少佐相当の地位と権限を持つ。ベアトリスともそれなりに仲が良かった。
エレオノーレとは学生時代からの知り合いであり、互いをライバル視して切磋琢磨する間柄だった。そしてエレオノーレが軍人となり、それに憧れた少女たちが戦場で散っていくことを良しと出来ず、女性としてエレオノーレに勝つためにレーベンスボルンに加わり、騎士団に加わった。そして黄金錬成の核となるゾーネンキントを生み出したのだが、生まれたイザークがあまりにも父親に似すぎていたため生み出したことを後悔し、自らの過ちに気づいた。以降は今まで犠牲にしてきた子供たちの復活を目的としているが、そのために自分の曾孫である玲愛を犠牲にしなければならないという矛盾に思い悩んでいる。
聖遺物は『青褪めた死面（パッリダ・モルス）』。形態は事象展開型。位階は形成。赤子の皮を重ね合わせて作られた仮面であり、これを装着した死者を思いのまま操れる。別名、マグダラの聖骸布。自身の戦闘力はさほど高くないが、これをトバルカインに装着し、彼を意のままに操る。凶悪な存在を生み出す特性を持つため、騎士団と戦う際にはある意味真っ先に潰さねばならない存在。騎士団の中では珍しく良識を持つ人物であり、裏では自分の大義のために人を殺す事に葛藤している。しかし葛藤するだけで何もできず、またしようともしない「偽善者」でもあり、自他共にそれを認め、度々揶揄・非難されている。
取り返しがつかなくなってから大切なものの価値に気付くという悪癖があり、メルクリウスから「死者（失ったもの）しか愛することが出来ない」という呪いを受けており、彼を畏怖し、嫌悪している。
形成の詠唱はカンタータ第76番。
Die Morgendammerung
ある将校との婚約間近の民間人として登場。エレオノーレとは古くからの知人である。
Zwei Wirklichkeit
犯罪者を捕まえようとしたエレオノーレ、ベアトリスに付き合わされ、その後酒場へ向かう。エレオノーレとは「理想の女性の在り方」について彼女と張り合って剣呑な雰囲気となる。その後、生命の泉協会レーベンスボルンの保護に尽力しつつ、私生活では二児の母となるが1945年末に病死。

ロート・シュピーネ（Rot Spinne）
声 - 三川春人 / はらさわ晃綺
身長：179cm 体重：60kg
誕生日：1月7日 階級：少尉
聖槍十三騎士団・黒円卓第十位『紅蜘蛛（ロート・シュピーネ）』。人蜘蛛。縊殺マニア。
かつてゲットーや絶滅施設において、残虐非道な人体実験の限りを尽くしてきたマッドサイエンティスト。戦後はナチス軍人の逃亡機関に所属し、団員の中で最も表の世界に通じている。そのため現在は諜報活動を担当し、戦闘部隊には加わっていない。戦闘よりも弱者を嬲り殺すことを好む。シュピーネとは名ではなく称号であり、本来の姓名は不明（曰く、既に本名は捨てたらしい）。騎士団の中でも消息不明の五人の幹部たちを飛び抜けて畏怖しており、彼らに再び従うことを激しく拒絶していた。そのため、五人の再来を阻止するため暗躍するが、結果として哀れな末路を辿ることになる。
聖遺物は『辺獄舎の絞殺縄（ワルシャワ・ゲットー）』。形態は人器融合型。位階は形成。ワルシャワ収容所において数百の捕虜を絞殺した縄で、彼らの体毛が編みこまれている。そのワイヤーのような縄を称号に相応しく蜘蛛の糸のように操り、巣のごとく張り巡らせる。糸は鋭利な切れ味を持ち、絡めた物を切断することも可能だが、本来の使用法は名の通り絞殺する為のものである。

トバルカイン（Tubal Cain）
声 - 左高蹴 / 安元洋貴
身長：210cm 体重：125kg
聖槍十三騎士団・黒円卓第二位『死を喰らう者（トバルカイン）』。不死怪物。聖遺物に喰われた人間の末路。
現存する団員の中では最強クラスの戦闘力を誇るが、魂や精神といったものが欠片も存在していないため、単体で機能することが出来ず、リザによって操られる単なる殺人マシンと化している。死体であるため痛覚を感じず、関節や骨を自由に旋回させるなど、普通の人体では不可能な動きが可能。その正体は死んだ櫻井螢の実の兄、櫻井戒と歴代の櫻井の成れの果て。戒は三代目のトバルカインであり、その巨大な体躯は、初代と二代目のトバルカインと融合しているためである。トバルカインは代を重ねるごとに肉体と能力を吸収し、強化されていく。
聖遺物は『黒円卓の聖槍（ヴェヴェルスブルグ・ロンギヌス）』。形態は武装具現型。位階は創造。首領の『運命の神槍』を凡人にも扱えるようにするため、その複製品として日本の刀鍛冶、櫻井武蔵によって鋳造された槍。櫻井一族のみが精製法を知る特殊な金属『緋々色金』によって鋳造されており、使用者によって様々に形態を変える。あまりに良く再現してしまったために擬似的な聖槍として機能するようになり、以後、櫻井一族の直系の人間（と契った人物）の魂を喰らい続ける呪いの槍となる。代々の櫻井はこの槍に囚われた魂を黄金錬成によって再生させて偽槍を破壊することを目的として黒円卓に参加している。
戦って殺した相手の武器と能力を奪えることが『黒円卓の聖槍』固有の創造であり、歴代のトバルカインの創造に加え、先代第五位であるベアトリスを倒しているため、彼女の創造も使用可能である。その性質も性能も、あらゆる面で『運命の神槍』の劣化品といえる。
リザの遠隔操作で動く為、彼と攻撃対象との距離関係が不確定、つまりリザから敵が見えていなければ正確に攻撃できない。しかし自身への防衛本能はあり、殺気に反応して単体でも動けるが、その動きは反射の域を超えない。
何故かヴァレリアに対しては激しい憎悪の念を見せ、彼（またはヴァレリアだと認識した相手）に対しては反射ではない自律的な攻撃を行い、その時の戦闘力はリザに使役されているときよりも遥かに強力になる。

#### 消息不明の団員
騎士団の中でも桁外れの実力を持つ、首領・副首領・大隊長の五人の最高実力者たち。61年前（1945年）のベルリン崩壊時より行方不明。
ラインハルト・ハイドリヒ（Reinhard Heydrich）
声 - トム・クノレーズ / 諏訪部順一
身長：?cm 体重：?kg
誕生日：3月7日 血液型：A型 階級：大将
聖槍十三騎士団・黒円卓第一位『愛すべからざる光（メフィストフェレス）』。聖槍十三騎士団首領。忌むべき黄金。黄金の獣。
黄金の長髪と瞳を持ち、常に気品に溢れた振る舞いをし、「人体の黄金律」とまで評される程の完璧な美貌を持つ男。幾百万もの魂を喰らい、比類なき強さの魂を有し、超越者として騎士団に君臨する絶対にして最強の存在。破壊公、黒太子など、数多の異名を持ち、その全てが魔の言霊を帯びている。座右の銘は「メメント・モリ（死を想え）」。騎士団員達からはハイドリヒ卿、副首領のメルクリウスからは獣殿と呼ばれる。幹部を除けば、騎士団員達にとってすら絶対的恐怖の存在。
かつてはナチスの高官であり、人として真っ当に生きていたが、メルクリウスと出会ったことで、自らの持つ本当の力と永劫の既知感に囚われた世界の法則を知る。そして自身の真の全力を発揮できる機会と「未知」を求め、既知感の法則を破壊するために活動を始める。彼の力を危険視する者に暗殺されたと偽装して闇に潜り、メルクリウスと共に騎士団を結成。以降、戦争の裏で団員を操り敵味方を問わず滅ぼし、破壊の限りを尽した。61年前のベルリン陥落時に直属の部下三名と共に消息を絶ち、現在は最早この世にいないとも噂されている。彼が戻ってきた時、世界は終わると言われる。
聖遺物は『聖約・運命の神槍（ロンギヌスランゼ・テスタメント）』。形態は武装具現型。位階は流出。彼の者を貫いた伝説の神槍であり、それを持つ者は世界を支配するとも謳われる究極にして最強の聖遺物。ラインハルトはその正当継承者であり、この槍は彼にしか触れることができない。目視するだけで常人の魂が消滅する神性、その一振りで街を焼け野原にする破壊力を持つ。またこの槍によって聖痕を刻まれた者、そしてその聖痕を刻まれた者に殺された者らを自らの戦奴とする能力がある。武装親衛隊の全兵士の脇腹には血液型の刺青が彫られており、それを簡易的な聖痕として、全ドイツ兵とその犠牲者全員の魂までをも喰らい、己の戦奴へと変えている。
創造は『至高天・黄金冠す第五宇宙（グラズヘイム・グランカムビ・フュンフト・ヴェルトール）』。発現は覇道型。他者の人生を愛し、いつか訪れる死を共有しろという彼特有の死生観と「全力を出せる機会が欲しい」という渇望を具現化した能力。ラインハルトが全力を出せる“場”である“城”を創り出し、“城”の内部で死した者の魂を全て取り込み、ラインハルトの戦奴とする。聖櫃の恩恵を受け、時間経過によって消えることがない流出一歩手前の究極の創造。“城”はラインハルトの喰らった死者の魂によって構成され、それら全てを彼の軍勢として自在に召喚・指揮し操る。また、その渇望ゆえに“城”に取り込まれた魂はラインハルトの一部となり同化することを意味し、そのため“城”の全ての魂の経験値を自らのものとして共有しているため、他に比類なき戦闘経験値を有している。さらに騎士団員達は忠誠の証として聖槍により聖痕を刻まれており、騎士団員の能力を自らが使用することも出来る。また“城”に取り込まれた魂はラインハルトを倒さない限り滅びることはなく、双首領とイザークの意思によって何度でも再生し蘇る。
流出は『混沌より溢れよ怒りの日（ドゥゾルスト・ディエス・イレ）』。元となった渇望は「総てを愛したい」。その世界法則は闘争と死者蘇生を永遠に繰り返す修羅道の具現である。この世界に取り込まれた者はラインハルトの一部として同化し、永遠の闘争を繰り返す。そしてその魂は（同化により）擬似的な流出位階にまで引き上げられ、それに比例してラインハルトもさらに強くなるという双方向性を持った流出であり、保有する魂の量と質が増えれば増えるほど強くなる覇道型流出の究極と言え、またそのため歴代流出者の中で最強の武威を誇る覇道とされる。
ラインハルトはあらゆるものを愛しているが、それに耐えられる者はおらず、彼はそれを憂いていた。そして自らの根源であるその渇望を封じ、それによるどうしようない「飢え」を抱えながら生きていたが、メルクリウスとの出会いによって「壊れてしまうから愛さないなど侮辱である」と考えを改め、自らの愛を世界に示すことを誓った。彼の「全力を出したい」という渇望は、「総てを全力で愛したい」という意味に他ならない。だが愛する者を喪うことは彼の本意ではなく、その矛盾した願いによりこの法則が生み出された。死してもなお蘇り永遠に殺し合い続ける地獄、悪鬼羅刹の極楽浄土こそこの世界である。
彼の正体は“座”のメルクリウスの自壊衝動が生んだ自滅因子。彼の感じる既知感もこれに由来し、彼がメルクリウスと相対し共倒れすることが既知世界の「区切り」である。メルクリウスを滅ぼすことこそが彼が生まれた理由であり目的であるが、本編開始時点では本人はまだそのことを自覚していない。ただし、自滅因子はその発生源と相討つ運命にあり、メルクリウスと戦えば相討ち以上の結果にはならないため、彼が“座”を握る可能性は皆無である。
詠唱は創造が『マルコによる福音書』、流出はレクイエムの『怒りの日』、『奇しきラッパの響き』、『涙の日』を複合したもの。
Die Morgendammerung
秘密警察ゲシュタポの若きエリート将校。本人はこの地位に就いたのは「手加減せずに真面目に事を進めただけ」と認識していたが、心のどこかで自分の実力を完全に出し切れる場が無いという飢餓感を抱いていた。そして、当初は邪険としていたメルクリウスの言葉に、次第に耳を傾けるようになる。

メルクリウス（Mercurius）
声 - 先割れスプーン / 鳥海浩輔
身長：?cm 体重：?kg（カール・クラフトとしては身長：176cm 体重：63kg）
聖槍十三騎士団・黒円卓第十三位『水銀の王（メルクリウス）』。聖槍十三騎士団副首領。魔人練成者。
老若の判別がつかず、影絵のように造形をはっきりと記憶できない曖昧な存在。蓮と同じ顔を持ち、ボロのマントを羽織る。度々蓮の潜在意識に現れ、彼とマリィを引き合わせ、騎士団と戦う術を教える。
世界の真理に最も近い魔術師、ヘルメス・トリスメギストス。その他にもカリオストロ、カール・エルンスト・クラフト、ファウスト、ノストラダムス、パラケルスス、クリスティアン・ローゼンクロイツ、ジェフティ等々、歴史上に数え切れないほどの多くの名を持ち、果てしなく長い時を彷徨っていた。エイヴィヒカイトを生み出し、それを団員に授けた全団員の師にあたる存在であると同時に、一部の将校達のお遊びでしかなかった騎士団を魔人の集団に仕立て上げた張本人。
首領と唯一同格の存在で、親友同士でもある。だが、首領以外の古参の団員からは病的なまでに恐れられ、憎まれ、「存在を無かったことにしたい」とまでされるほど忌み嫌われている。狂人揃いの団員たちのなかでもなお異常なほどの狂人かつ危険人物であったと言われる。彼と面と向かって口を利くことが出来た者は首領とマキナの二人のみで、エレオノーレとシュライバーですら一線を引いているほどであった。
また、古参の団員はメルクリウスによって皮肉交じりの魔名と決して覆すことができない「宣託（呪い）」を授けられ、その業と彼の力に対して極度のコンプレックスを抱いており、どうにかして彼と彼に自覚させられた宿業を超えようと躍起になっている。彼のエイヴィヒカイトは本家本元であるため、他のそれとは主旨が違うものであるらしい。
人の一生を「未知を既知に変える作業」と定義しており、既知しか感じられない己の生と永劫回帰の法則に囚われた世界に飽き果てている。彼のとった全ての行動の目的も、この無限に続く既知感を超越する事にある。
その正体は世界法則の流出者である“座”の神であり、彼が持つ様々な名も、副首領であるカール・クラフトも“座”の本体が世界に干渉するために生み出した触覚に過ぎない。
聖遺物は『超越せし人の理（ツァラトゥストラ・ユーヴァーメンシュ） 』。形態は特殊発現型。位階は流出。“城”での殺し合いに勝ち残った魂を二つに分けた（マキナの項目を参照）一方の魂を自らの血に満たされたフラスコに宿して生み出した、自らの代替であるツァラトゥストラこと藤井蓮こそが彼の聖遺物。いわば生物兵器の放し飼い、常時暴走させている状態である。通常、聖遺物が破壊されるとその使徒も死ぬが、メルクリウスにはその法則は適用されず、蓮が死んでもメルクリウスが死ぬことはない。
流出は『生と死の刹那に未知の結末を見る（ウィーウェ・メモル・モルティス＝アクタ・エスト・ファーブラ）』。発現は覇道型。「自らが望む結末以外を認めない」という渇望を具現化した、宇宙を始まりからやり直す能力。“座”の神である彼は、その生の果てに自らの自滅因子であるラインハルトとの潰し合い絶命する運命にある。そしてそれを認めない彼が死の際に流出を起こし、宇宙をリセットする。その繰り返しこそが世界法則・永劫回帰であり、彼が既知感に苛まれているのは幾度となく宇宙を回帰させているからに他ならない。
そして彼が望む結末とはマリィに抱きしめられて死ぬこと。既知の世界に飽いている彼が唯一愛する既知こそがマリィであり、彼女を己の後継者として育て上げ、その手にかかって死ぬことこそが彼の望み。エイヴィヒカイトをはじめ、聖槍十三騎士団やそれに関わる人々は彼にとって自身の望みを果たすための道具、マリィを次代の神にするためのただの舞台装置である。
Die Morgendammerung
驚異的な的中率を誇るナチス宣伝省占術師、カール・エルンスト・クラフト。ラインハルト曰く「道化師」のような言葉で、接点の無かったはずの「彼ら」をある時間、ある場所に集合させる。

ウォルフガング・シュライバー（Wolfgang Schreiber）
声 - 日椰たぬき / 環有希
身長：158cm 体重：50kg
誕生日：2月27日 血液型：A型 階級：少佐
聖槍十三騎士団・黒円卓第十二位『悪名高き狼（フローズヴィトニル）』。騎士団幹部、大隊長。三騎士の一人、白騎士（アルベド）。銘は狂乱。凶獣シュトゥルムヴィント。
元武装親衛隊第三師団、髑髏の大隊長。兼、東部戦線遊撃部隊、移動殺戮集団アインザッツグルッペンの特別行動部隊長。
外見は十代前半の美少年であるが、その実態は、全団員中最も人を殺した、完全に人格の「壊れた」殺人狂。隻眼であり、右目に装着したトーテンコープの描かれた眼帯から、殺した人間の魂を喰らう。その行動と凶暴さは制御不能で、己自身と首領以外の人間全てを殺戮対象としてしか見ておらず、味方すら襲いかねない危険人物。しかしこと殺しに関しては異常なまでに優れているため、実力至上主義の騎士団内では不動の地位。「暴嵐」や「凶獣」など、数多の禍々しい異名を持つ。唯一自分を負かしたラインハルトに対してのみ絶対の忠誠を誓っており、彼のみがシュライバーを御すことができる。
メルクリウスから「誰にも愛されない」という呪いを受けており、彼には一線を引いている。
活動と形成の中間の位階で、狼のルーンが刻印されたスネイルマガジン装備のルガーP08とモーゼルC96の二丁拳銃を使う。拳銃の弾数は無限で、聖遺物の使徒にも通じるが、本人自体が銃弾の速度など比較にすらならない超絶の速度を誇るため、銃を使うよりも肉弾戦で戦う方が遥かに強い。しかしシュライバーは過去のあるトラウマから、他者に触れられることを深層心理の域で無自覚ながら病的に忌み嫌っているため、自身が他者に触れないために銃を使用している。とはいえ、その意識が強く出てこない限りは銃撃と合わせて肉弾戦も行える。形成を発動させると銃の威力も跳ね上がり、聖遺物の使徒に対しても必殺の威力を持つ。
聖遺物は『暴嵐纏う破壊獣（リングヴィ・ヴァナルガンド）』。形態は人器融合型。位階は創造。大戦中、異常なまでの殺人狂であるシュライバーの愛機であったために常軌を逸した数の血を浴びて聖遺物となったZundappKS750を素体とし、シュライバーの意のままに超々高速で自在に機動し、一撃の吶喊で街一つを焼け野原にする凄まじい威力を持つ。しかし融合型のシュライバーにとって、バイクと融合せずに跨っている状態はリミッターのかかった偽装であり、真の姿ではない。
創造は『死世界・凶獣変生（ニブルヘイム・フェンリスヴォルフ）』。発現は求道型。「誰にも触られたくない」という渇望から来る能力は、どんな速度や行動であろうと必ず誰よりも速く動くことができ、相手の後手からでも先手を追い抜く絶対の最速の力であり、それゆえ誰にも触れることができない捕捉不可能の絶対回避の力。この創造は二つの段階があり、どちらも最速と絶対回避の力は共通しているが、接触忌避の渇望は無自覚なものであるため、完全な創造は自ら意図して発動させることは出来ない。それゆえに平常時のシュライバーが意図して発動させる創造は不完全なものであり、聖遺物に跨った状態で完全に融合しきっていない。理性が残っているために、不完全な創造を発動している際に万が一、誰かに一度でも触れられてしまうと、それが女性の張り手程度であろうとも自身の世界が崩壊し、砕け散る。
完全な創造は、シュライバーの自我が吹き飛んだ狂乱の状態で無意識に発動させたものであり、この状態でこそシュライバーは真の姿と実力を発揮する。聖遺物と完全に融合し、徒手空拳による肉弾戦を行うようになる。触れれば砕けるのは同様だが、狂乱により接触した事実に気付けないため、相手を攻撃するたびに砕ける肉体も、彼が喰らった魂を再生燃料としてどんな損傷からも瞬時に再生し、復元される。シュライバーの喰らった魂（総数18万5731人）は首領に次いで非常に膨大な数であり、燃料切れは不可能に近い。接触忌避の渇望ゆえに、本来ならば魂の総量に応じて増していくはずの肉体強度を得ることができないが、代わりとして上記の超速再生能力を得ている。また、この状態は聖遺物との完全な融合を果たしたことで彼自身が生きる聖遺物と化しており、ただの咆哮ですら聖遺物の使途を殺傷する力を有している。完全な創造を発動させたシュライバーは双首領を除く騎士団最強の存在とされ、その特性上、蓮にとって最大の難敵と言える。
実は彼の真の渇望は「抱きしめられたい」という上記のものとは正反対のもの。彼は両親から愛されなかったという事実を認めたくないが故に、その真の渇望を封じ込めている。彼が触れられただけで狂乱の状態に陥るのは、それに気づくことを無意識のうちに激しく拒否しているためである。
不完全な創造の詠唱は『ニーベルングの指環』。完全な創造の詠唱はシューベルトの歌曲『死と乙女』。なお称号、聖遺物、創造の名称は、北欧神話の狼「フェンリル」に由来する。
Die Morgendammerung
白いドレスに女装した姿で町を放浪する殺人鬼。この姿でいるのは母親によって陰部がえぐられ、娼婦として働かせられていたためである。生殖器が無い事から、子孫を残す必要が無い、一世代で死ぬ事が無い、不死で完全な存在という妄想に浸っている。なお、この時に遭遇したラインハルトにより、両親の虐待によって潰され化膿していた右目を抉られる。
Zwei Wirklichkeit
Die Morgendammerung同様にヴィルヘルムと死闘を繰り広げるも、ラインハルト・ハイドリヒらの介入がなかった為、そのまま戦闘は継続され、勝者は不明だが両者が疲弊しきった所でラインハルトが指揮するゲシュタポに逮捕、1939年中に処刑される。

ゲッツ・フォン・ベルリッヒンゲン（Göetz Von Berlichingen）
声 - 左高蹴 / 安元洋貴
身長：186cm 体重：?kg
階級：大尉
聖槍十三騎士団・黒円卓第七位『鋼鉄の腕（ゲッツ・フォン・ベルリッヒンゲン）』。騎士団幹部、大隊長。三騎士の一人、黒騎士（ニグレド）。銘は鋼鉄。呪われしマキナ。
元武装親衛隊第一師団、アドルフ･ヒトラー親衛連隊所属。
無精髭を生やした武人で、寡黙で殆ど言葉を発さず、無愛想。実際に一度死んだ人間で、その際に名を失っており、ベルリッヒンゲンという名も称号であり、本名ではない。彼のことを知る者はマキナと呼ぶことが多いが、これも名ではない。
正体は蓮と同じく聖遺物そのものであり、その個我は第二次世界大戦に活躍した英雄であるが、本人は自分が何者であったかを忘却している。空席であった黒円卓第七位の席を埋めるために、“城”にて蟲毒の要領で万を超える魂同士の殺し合いを行わせた末、それら全てを打倒・吸収し勝ち残った彼の魂をさらに二つに分け、彼の個我が宿った方を利用し生み出された生体兵器。分たれたもう一つの魂の個我こそが蓮であるため、ツァラトゥストラの兄弟とも言える存在、カドゥケウスに対してのウロボロスである。そのため蓮との相対時には、彼を「兄弟」や「戦友」と呼び敵意や戦意以外の感情も滲ませている。
死は唯一無二であり、だからこそ全力で生きることに価値があるという持論を持っており、自分がいつ死んだかもわからず、死者として蘇らされていたことに絶望し、真実の死を渇望している。その強さは首領を含めた騎士団員全員に一目置かれ、唯一双首領に忠誠を誓わずに首領を呼び捨てにしていることにも不満の声はない。ツァラトゥストラと戦い殺すことで解放される約束を双首領と結んでおり、彼との戦いを「ヴァルハラへ逝くための最後の聖戦」として待ち望んでいる。
生前、蓮の魂の基となった人物とは多くの戦地を共に戦った戦友の関係で、ファーストネームで呼ばれる等かなり親しい間柄だった。
メルクリウスから「安息（死）を取り逃がす」という呪いを受けており、彼を嫌悪し、信用もしていない。
聖遺物は『機神・鋼化英雄（デウス・エクス・マキナ）』。形態は特殊発現型。位階は創造。マキナの魂を彼の愛機であったティーガー戦車に宿らせた結果生み出された機人、マキナそのものが聖遺物であるため、その相性は首領を除く騎士団中最高クラス。常時形成位階にあり、桁外れの威力を誇る両腕を持ち、無双の体術による格闘を行う。
創造は『人世界・終焉変生（ミズガルズ・ヴォルスング・サガ）』。発現は求道型。「真実の死を迎えたい」という彼の渇望からの能力は、その拳に触れたものが誕生して一秒でも時間を経ていたものならば、物質・非物質を問わず、たとえ概念であろうともその歴史に強制的に幕を引く（破壊する）、防御が絶対不可能な一撃必殺の力。創造を発動させると両腕が鋼鉄の腕に変化する。一切揺らぎのない求道型創造の究極形であるため、上位の位階にあるラインハルトですらこの一撃を喰らえば無事では済まず、そのために万分の一程度ながらも彼に勝利し得る可能性を持つ。この創造を完全に無効化できるのは発生から時の止まった存在、即ち流出位階に至った蓮ただ一人。同時に彼も元が同じ存在である蓮の流出を無効化できるが、自分と蓮が同じ存在であるという認識によったものであるため、その考えが崩されると影響を受けるようになる。
詠唱は『パルジファル』。

エレオノーレ・フォン・ヴィッテンブルグ（Eleonore Von Wittenburg）
声 - 谷口ケイ / 矢口アサミ
身長：180cm 体重：65kg 3サイズ：B87/W64/H85
誕生日：12月13日 血液型：A型 階級：少佐
聖槍十三騎士団・黒円卓第九位『魔操砲兵（ザミエル・ツェンタウァ）』。騎士団幹部、大隊長。三騎士の一人、赤騎士（ルベド）。銘は紅蓮。紅蓮のカスパール。
元武装親衛隊第二師団、ダス・ライヒの大隊長。
全身の左半分に深い火傷の痕があり、葉巻を好む女性の軍人。軍人貴族出身のエリートだったが、首領と関わったことで魔道に傾倒する。黒円卓結成の際には首領の片腕として尽力した。自他共に対して非常に厳格であり、“遊び”が全くない性格で、物事に妥協や容赦をすることがない。またプライドが高く、一度彼女の逆鱗に触れたものは無事ではすまない。首領に対して深い恋慕の念を抱いているが、彼女自身はそれを忠義であると思い込んでいる。そのためにラインハルトに対しての忠誠心は極めて強い。黒円卓結成前からの部下であったベアトリスからは深く敬愛されて懐かれている。彼女が離反し、自分に刃を向けても再会を喜ぶ言葉を向けていた。反対に、ユーゲント時代からの同窓生で旧知の間柄であるリザとは、昔から反りが合わずに剣呑としているが、その才覚は認めており、学生時代は彼女に勝つためだけに徹夜するほどであった。ある理由により、リザを感情レベルで嫌悪するようになるが無意識的に彼女の生き様に対する倫理的な批判にすり替えている。大戦時に首領の命を受けて、櫻井武蔵を招聘し『黒円卓の聖槍』の鋳造を命じた人物であり、櫻井一族の呪いの発端を担う存在の一人。
メルクリウスから「炎（恋情）は届かない」という呪いを受けており、彼を嫌悪し、一線を引いている。
聖遺物は『極大火砲・狩猟の魔王（デア・フライシュッツェ・ザミエル）』。形態は武装具現型。位階は創造。ドーラ列車砲を素体とした、騎士団中最大の聖遺物。広大な結界を展開し、その内部の至る箇所から自在に戦略兵器級の火力を任意の一点に集約させたような超火力の炎を放ち、それら生み出した炎を意のままに操る。さらに、ドーラ列車砲を運用するために引き連れていた軍団の装備をも具現化し、銃器から地雷、手榴弾まで無数の火器を使用できる。
創造は『焦熱世界・激痛の剣（ムスペルヘイム・レーヴァテイン）』。発現は覇道型。「黄金（首領）の輝きに永劫焼かれていたい」という渇望から来る能力は、逃げ場の一切ない砲身状の結界に対象を封じ込め、内部を一分の隙間もなく焼き尽くす回避不能の絶対必中の攻撃を放つ力。この能力は彼女が騎士として認めて殺す相手にしか使用しないため他者に見せたことはなく、その存在を知る者は首領のみである。そのため他の騎士団員は、この能力のもう一つのパターンである戦争用に枷をはめた形成と創造の中間の余技、標的に当たるまで着弾の爆心が無限に拡大する能力を彼女の創造であると思っている。
詠唱は『神々の黄昏』。余技である爆心の無限拡大の際の詠唱は『魔弾の射手』。「ザミエル」という称号もこの戯曲に登場する悪魔に由来する。因みに「ツェンタウァ」は人馬ケンタウロスのドイツ語読み。
Die Morgendammerung
親衛隊将校。その実力はドイツ女子青年同盟の創立時からの幹部候補生と言われるほどである。
Zwei Wirklichkeit
親衛隊将校。治安維持のため、ベアトリス、リザと共に通り魔を捕まえようとするが、空振ってしまい酒場へ向かう。通り魔を捕らえたラインハルトに憧れを感じる。その後、1943年のプロホロフカの戦いで名誉の戦死を遂げる。

#### 元団員
かつて騎士団に在籍していたが、現在は死亡した（あるいは死亡したも同然な）団員。
ベアトリス・ヴァルトルート・フォン・キルヒアイゼン（Beatrice Waltrud von Kircheisen）
声 - かわしまりの / 瑞沢渓
身長：159cm 体重：46kg
誕生日：7月30日 血液型：B型 階級：中尉
先代聖槍十三騎士団・黒円卓第五位『戦乙女（ヴァルキュリア）』。
戦乙女と称えられた独ソ戦争の英雄であるが、性格は陽気で飾り気のない気さくな女性。他団員とは異なる陽性な気質の持ち主で、本来騎士団に居るには不自然な人物であったが、ある目的のためにあえて騎士団に所属していた。また、唯一首領と副首領に魂を売っていない団員でもあった。現在のトバルカインである戒とはお互い口外にしなかったが愛し合っており、彼の剣の師でもあった。純粋な剣士としての技量ならば作中最高である。
エレオノーレとは騎士団に入る前から上官と部下の関係にあり、彼女に対して尊敬の念を抱いていた。だがエレオノーレはラインハルトに魅せられ彼に忠誠を誓ってしまい、ベアトリスは彼女を解放するために騎士団に加わった。そして1945年のベルリン虐殺の命令をためらいなく実行したエレオノーレを見て、彼女を解放するにはラインハルトを倒すしかないという結論に至る。
儀式が起こると予想していた11年前に黄金練成が見送られ、戒と螢のトバルカイン化が避けられない事態となったため、彼らを救うと同時に彼女の目的を果たすために独自の行動をとるも、失敗し死去。彼女の空席を埋める後任として螢が騎士団に入ることとなった。幼い螢にとっては憧れの存在であり、彼女の死は多くの者に何らかの影響を与えた。
彼女を手にかけたのはヴァレリアに螢を人質に取られた戒であり、偽槍を使ってしまった戒はトバルカインと化し、同時に彼女の魂も偽槍に取り込まれた。そのため現在のトバルカインには彼女の意思が混ざっており、戒を追い詰めたヴァレリアに対して強烈な憎悪を向けている。だが実際はリザの手によって戦雷の聖剣に魂を宿した状態で偽槍に吸収されており、完全にトバルカインと化してはいない。螢ルートでは蓮が偽槍を破壊したことで解放され、聖遺物を介して自らの魂を形成するという離れ業を見せた。
聖遺物は『戦雷の聖剣（スルーズ・ワルキューレ）』。形態は武装具現型。位階は創造。伝説通りの神話の武器ではないが、フリードリヒ3世の宝として保管されていた高い霊格の聖遺物であり、電撃を使った攻撃が可能である。
創造は『雷速剣舞・戦姫変生（トール・トーテンタンツ・ヴァルキュリア）』。発現は求道型。「戦場を照らす光になりたい」という渇望から、自分自身を雷へと変化させる。螢の創造と似た能力だが、彼女のものより技も力も洗練されており、物質透過も同様に行えるが、その成功率も数段上。雷という性質上シュライバーを除けば騎士団随一の速度を誇り、雷撃のエネルギーも強力であるため、幹部を除けば最強クラスの能力である。
詠唱は『ワルキューレ』。
通常版では、会話の中で名前が出るのみで登場はしなかったが、-die Wiederkunft-版では創造詠唱を初めとする彼女に関する記述が増え、完全版にて正式に登場することとなった。
Die Morgendammerung
ドイツ女子青年同盟、AHSを首席で卒業した優等生。しかし、16歳という若さゆえの性格から不真面目且つ楽観的な言動が目立ち、上官であるエレオノーレとは対照的である。ある意味作中の清涼剤な役割を持つ。
Zwei Wirklichkeit
1939年、エレオノーレに付き合わされ通り魔を捕まえようとするが、空振ってしまい酒場へ向かう。大戦後も存命し、2006年ある目的のため日本へ訪れる。

イザーク　（Isaak）
声 - 雛見風香 / 生天目仁美
身長：141cm 体重：30kg
誕生日：8月31日
初代聖槍十三騎士団・黒円卓第六位『太陽の御子（ゾーネンキント）』。
生命の泉協会レーベンスボルンが優生学理論に基づいて、ある目的のために行われた人体実験の果てに誕生した成功作。成長速度が著しく速く、1年で5歳分の年を取り、生後2年で六ヶ国語をマスターしていた天才児であった。リザの実子だが、父親はラインハルト。ただし、その行為はラインハルトが己の肉体にヴァレリアの魂を移す実験のために魂を肉体から切り離していた際、リザが青褪めた死面によってその肉体を操って行ったものであるため、ラインハルト自身はそれを知らない。玲愛の祖父でもある。
61年前のベルリン陥落時、彼が3歳の頃、ラインハルトの創造である“城”を永久展開させる聖櫃創造の儀を施し、その20年後に死去。その魂は“城”の心臓として縛られており、ラインハルトが彼を解放しない限り永久に縛られ続ける。人間ではなく単なる“城”の部品として生み出され、扱われているが、本人はその役割と扱いに対して一切の疑問も不満も抱いていない。イザーク自身には戦闘能力はないが、彼が存在する限りラインハルトを倒すことはできず、また“城”そのものと言っていい存在でもあるため、ある意味で最も危険な存在。
聖遺物は『聖櫃』。形態は事象展開型。位階は黄金練成によってなされる疑似的な流出。流出は『壺中聖櫃・不死創造する生贄祭壇（ハイリヒアルヒェ・ゴルデネエイワズ・スワスチカ）』。ラインハルトの創造を全世界へと流れ出させ、永久に展開させることが流出であり、これを補助する装置がゾーネンキントである。また、ラインハルトの創造を永久展開させている『心臓』である為、彼の承認があれば『至高天・黄金冠す第五宇宙（グラズヘイム・グランカムビ・フュンフト・ヴェルトール）』を独自に展開することができる。

櫻井 戒（さくらい かい）
声 - 石川ゆうすけ / 寺島拓篤
身長：187cm 体重：78kg
誕生日：5月12日
櫻井螢の実兄。物静かで争いを好まない性格だった。黒円卓に縛られた櫻井一族の因縁を終わらせるため奮闘するも、11年前に死去し、屍兵となる。ベアトリスとは、口外にはしなかったが愛し合っており、互いに相手の立場的危うさを気にかけていた。
聖遺物は『黒円卓の聖槍（ヴェヴェルスブルグ・ロンギヌス）』。形態は武装具現型。位階は創造。
創造は『許許太久禍穢速佐須良比給千座置座（ここたくのわざわいめしてはやさすらいたまえ ちくらのおきくら）』。発現は求道型。能力は、「大切な人（ベアトリスと螢）の分までの穢れを引き受ける者になりたい」という渇望から、自身を腐食毒そのものに変化させる。彼に触れることにより腐食の影響を受けるので、敵に回すと防御、攻撃共に困難な非常に厄介な能力である。
Zwei Wirklichkeit
ベアトリスのホームヘルパーとして登場。鏡花とは大学時代の同級生である。

櫻井 武蔵（さくらい むさし）
声 - 秋山樹
誕生日：4月30日
初代トバルカイン。螢と戒の曽祖父。神職の刀鍛冶であると同時に、古流剣術の達人でもあった。エレオノーレによってドイツに招聘され、言われるまま偽槍を作り、三年後、屍兵にされた。偽槍を作り上げてしまい、その犠牲者となることを激しく後悔し、恨み、いずれ浄化させるために、偽槍を子孫に受け継がせ続ける呪いをかける。櫻井一族の呪いの発端を担う存在の一人。
聖遺物は『黒円卓の聖槍（ヴェヴェルスブルグ・ロンギヌス）』。形態は武装具現型。位階は創造。彼が使う場合は長大な日本刀へと形を変える。
創造は『此久佐須良比失比氏罪登云布罪波在良自（かくさすらいうしないて つみというつみはあらじ）』。発現は覇道型。呪いを継承させるという渇望から来る能力は、周囲一帯のあらゆるものを腐食する呪いを撒き散らす。
詠唱は天つ罪・国つ罪。
櫻井 鈴（さくらい れい）
声 - 佐本二厘
誕生日：5月6日
二代目トバルカイン。櫻井武蔵の孫であり、螢と戒の伯母。偽槍の呪いを回避するため早く死のうと傭兵として戦場を渡り歩く。ベトナム戦争時にヴィルヘルムに遭遇し、人外に殺される最後を拒み、生き残るため偽槍を継承する。その後は何とかして呪いを他人に移す方法を探すが、叶わず五年後に屍兵となった。ベトナム戦争時、生身の人間のまま己の力だけでベイに形成を使用させたほどの実力者であり、歴代のカイン中、素の戦闘力は最強であった。
聖遺物は『黒円卓の聖槍（ヴェヴェルスブルグ・ロンギヌス）』。形態は武装具現型。位階は創造。彼女が使う場合は砲身状へと形を変える。
創造は『乃神夜良比爾夜良比賜也（かむやらひにやらひたまひき）』。発現は覇道型。呪いを転嫁したいという渇望から来る能力は、腐食する呪いを砲身から放ち、対象を狙い撃つ。
詠唱は古事記。

### その他登場人物
ヴァルター・ゲルリッツ
声 - 田中公二
1945年ベルリン防衛線に参加した壮年軍人。一個中隊で街区守備の任に当たっていたが、圧倒的な兵力差により既に死期を悟っており、死に往くシュミットに対し「戦争が悪いのではなく、戦争に負けることが悪になる」と真理を説く。かつては東部戦線のアインザッツグルッペンにも所属しており、シュライバーの部下であった。ベルリン陥落時、単独で交戦中にシュライバーの攻撃に巻き込まれ瀕死の重傷を負い、シュライバーに喰われる。その後、あるルートで首領の軍勢の一部となり、中隊の指揮官を務めている事が確認できる。

ヨアヒム・ブラウナー
声 - かめまる
1945年ベルリン防衛線に参加した青年軍人。同年のドレスデン爆撃で母と妹を失い、恨みを晴らすべく軍に参加したがヴァルターらと街区守備中に不意をつかれ機銃掃射を受け、呆気なさすぎる戦死を遂げる。

マルコ・シュミット
声 - 緒田マリ
1945年ベルリン防衛線に参加した少年兵。ヴァルター、ヨアヒムと街区守備を行っていたが、ヨアヒムに続き爆撃を受け、戦争の不条理をヴァルターに問い死亡。

綾瀬教授
声 - 金山業（無印版のみ）
香純の父親。故人。蓮を綾瀬家に引き取るが、11年前に死去している。
その正体はナチスの残党であり、オデッサの末裔。藤井蓮ことツァラトゥストラを黄金錬成の日まで預かるという任務を与えられていたが、メルクリウスの策略によってヨハンの孫である香純を誘拐し、己の養女とした。その後、蓮に対して何かしらの実験を繰り返していたらしく、香純の日常を壊してしまうことを理解しながらもそれからの解放を望んだ蓮の意思に反応した司狼によって殺害された。

ヨハン
初代ゾーネンキント、イザークの双子の弟。香純の祖父。リザと同じく目元にほくろがある。万が一のためのイザークの代替であったが、全ての才をイザークに持っていかれた残り滓のような存在であり、その性能はイザークに遥かに劣った、ごく真っ当な人間であった。予定通りイザークがゾーネンキントとして機能したため、リザの手で死んだと偽装され、別の女性に預けられて大戦中のベルリンから逃れる。その後は自分が何者かを知ることもなく、人として平凡に生き、生涯を終えた。

ヘルガ・エーレンブルグ
声 - 有栖川みや美 / 高田初美
ヴィルヘルムの姉であり、母である存在。父に犯されることを不幸とも思わず、忌み児であるヴィルヘルムに対しても盲目的で歪んだ愛を注いでいた。ヴィルヘルムが10歳の頃、人や動物を殺して血を啜っていた彼の奇行に気付き、それを諭そうとしたことで父諸共惨殺される。
本編で登場する彼女はヘルガ本人ではなく、ヴィルヘルムが抱いていた彼女のイメージの具現である。

ロートス・ライヒハート
声 - 先割れスプーン / 鳥海浩輔
第二次世界大戦当時の遺産管理局の職員。1944年、出兵した戦場にて戦死。
ルサルカの思い人であり、ミハエルの親友。そして蓮の個我の元になった人物。蓮の「刹那を愛する」という渇望は元々は彼のものであり、永遠の時間の中で姿を留める刹那を好んでいた。メルクリウスが彼を蓮の個我の元として選んだのは、彼が斬首官の名門・ライヒハート家の出であったことと、彼の個我が己の渇望によって発生する世界を否定することを予測したため。
作中で登場する彼の容姿は蓮と酷似しているが、これはあくまで蓮の主観で見た場合の姿であり、実際は全く違う容姿をしているらしい。

### 外伝の登場人物

#### 〜Interview with Kaziklu Bey〜
クラウディア・イェルザレム
声 - 能登麻美子
「〜Interview with Kaziklu Bey〜」のメインヒロイン。
アルビノの修道女で、ワルシャワ蜂起戦で出会った自分と同じアルビノのヴィルヘルムに興味を持つ。

ルートヴィヒ・ヴァン・ローゼンクランツ
声 - 置鮎龍太郎
1944年にカチンの森で発生した怪異の調査にやってきたバチカンの工作員。メルクリウスとは面識がある模様。

ディナ・マロイ
声 - 白石涼子
Dies irae本編直前にヴィルヘルムに取材を申し込んだ女性。彼女への語りという形で物語は始まる。

## 制作スタッフ
- 原画：Gユウスケ[4]
- シナリオ：正田崇[4]、中島聖、上野研太郎、嘘屋佐々木酒人、奈落ハジメ、門松和哉、夢野Q作　(正田崇以外の6人は「Dies irae -Also sprach Zarathustra-」のみの参加)
- 音楽：与猶啓至
  - 主題歌（Also sprach Zarathustra、die Wiederkunft版）及び完全版(Acta est Fabula)挿入歌『Einsatz』榊原ゆい
  - ドラマCD主題歌及びゲーム挿入歌『Shade And Darkness』石橋優子
  - 主題歌（Acta est Fabula版）『Gregorio』榊原ゆい
  - ED曲（Acta est Fabula版）『Über den Himmel』榊原ゆい
  - 主題歌（Amantes amentes版）『Jubilus』榊原ゆい
  - ED曲（Amantes amentes版）『Sanctus』榊原ゆい
  - 主題歌（〜Interview with Kaziklu Bey〜）『Der Vampir』谷山紀章
- 制作：light[4]

## テレビアニメ
『Dies irae』（ディエス・イレ）のタイトルで、2017年10月から12月までTOKYO MXほかにて全12話が放送された。2017年12月30日には、TOKYO MXにて特別総集編『Marie’s　Memory 「未知に通ず軌跡」』が放送された。
2018年7月からは、『Dies irae To the ring reincarnation』のタイトルで、AT-Xにて全6話（第12 - 17話）が放送中。2018年7月1日には、AbemaTVにて一挙先行配信された。

### クラウドファンディングを利用した制作について
2015年4月、制作会社である株式会社グリーンウッドの15周年企画の一つとして公式サイトにて『Dies iraeアニメ化プロジェクト』の始動を告知。「クラウドファンディング」で目標額の3,000万円以上に達すれば正式にアニメ化決定という目標が提示。同年5月9日よりクラウドファンディングの支援金募集を開始、募集期間を2ヶ月と設定したが、わずか23時間で目標金額を達成、4日後の5月13日、3,000万円すべての入金が確認されアニメ化が正式決定。主催のUNEEDZONE.jpによれば、このファンディングが目標額に達し集金されるまでの期間は（当時）日本史上最速を記録、最終集計金額は9651万858円、最終支援者数も5187人となり、2015年8月1日時点で日本のクラウドファンディング史上最高金額・最高人数となった との事。なお、これら支援者は毎回のエンディングにおいて「Dies irae アニメ化プロジェクト支援者」というクレジットと共に名前が記されている（毎回に分割しての列挙）。
2019年3月、株式会社グリーンウッドの経営破綻により、クラウドファンディングのリターンである「lightスタッフと行く1泊2日温泉小旅行ペアツアー」（100万円支援者向け）および「アニメ化記念・打ち上げご招待（代替日）」（30万円支援者向け）が未実施となった。

### スタッフ
- 原作 - light[12]
- 監督 - 工藤進[12]
- シリーズ構成・脚本 - 正田崇[12]
- キャラクター原案 - Gユウスケ[12]
- アニメーションキャラクターデザイン・総作画監督 - 福世孝明[12]
- 設定デザイン - きむらひでふみ、上津康義
- 美術監督 - 桑原悟[13]
- 色彩設計 - 鈴城るみ子[13]
- 撮影監督 - 小西庸平[13]
- 編集 - 近藤勇二
- CGディレクター - 河村遼
- 音響監督 - 森田洋介[13]
- 音楽 - 与猶啓至、ZIZZ STUDIO[14]
- 音楽制作 - Greenwood[13]
- チーフプロデューサー - 浅賀孝郎
- プロデューサー - 鶴田直一、芦立春貴、前坂栄司、米森裕人
- アニメーションプロデューサー - 安部正次郎
- プロデュース - GENCO[12][14]
- アニメーション制作 - ACGT[12]
- 製作 - Dies irae ANIME PROJECT（Green wood、DMM pictures、マイシアターD.D.、ブレイブハーツ、クランチロールSCアニメファンド、驚奇大地動漫（香港）有限公司、ジェンコ）[12]

### 主題歌
オープニングテーマ「Kadenz」（第1 - 15話）
作詞・歌 - 榊原ゆい / 作曲 - 与猶啓至 / 編曲 - 磯江俊道、与猶啓至、若井望
第0話ではエンディングテーマとして使用された。
第12 - 17話 ではエンディング後に流れるアニメ化プロジェクト支援者クレジットにも使用された。
エンディングテーマ「オペラ」（第1 - 16話）
作詞 - 鳥海浩輔 / 作曲・編曲 - 渡辺亮希 / 歌 - フェロ☆メン

### 各話リスト
| 話数 | サブタイトル                 | 絵コンテ       | 演出            | 作画監督                            |
| ---- | ---------------------------- | -------------- | --------------- | ----------------------------------- |
| #00  | 黎明                         | 渡部高志       | 工藤進          | 福世孝明                            |
| #01  | 黄昏の少女                   | 工藤進         | 岩月甚          | 古澤貴文                            |
| #02  | 獣の爪牙                     | 冨永恒雄       | 冨永恒雄        | 岡郁美 村谷貴志                     |
| #03  | 悪夢の終わりは始まり         | 鎌仲史陽       | 鎌仲史陽        | 松本文男 小倉恭平                   |
| #04  | 蜘蛛                         | 渡部高志       | 岩月甚          | 松本文男 小倉恭平                   |
| #05  | 再会                         | 宇田鋼之介     | 高島大輔        | 古澤貴文                            |
| #06  | 黄金の獣                     | 渡部高志       | 工藤進          | 本文男 渡辺真由美                   |
| #07  | スワスチカ                   | 冨永恒雄       | 冨永恒雄        | 小倉恭平 岡辰也                     |
| #08  | 約束                         | 柳沢テツヤ     | 村山靖          | 岡辰也 Park ji-seung                |
| #09  | 母の罪（アイ）               | 鎌仲史陽       | 鎌仲史陽        | 小倉恭平 松本文男                   |
| #10  | 不死英雄（エインフェリア）   | 西澤晋         | 高島大輔        | 古澤貴文 松本文男                   |
| #11  | 自滅因子                     | 結城真吾       | 冨永恒雄 岩月甚 | 岡辰也 小倉恭平 渡辺真由美 福世孝明 |
| #12  | 流出位階                     | 冨永恒雄       | 冨永恒雄        | 小倉恭平 松本文男                   |
| #13  | 修羅道至高天（グラズヘイム） | 鎌仲史陽       | 鎌仲史陽        | 古澤貴文 松本文男                   |
| #14  | 黄金錬成                     | 渡部高志       | 高島大輔        | 小倉恭平 古澤貴文                   |
| #15  | ヴァルハラ流出               | 冨永恒雄       | 冨永恒雄        | 松本文男 小倉恭平 岡辰也 古澤貴文   |
| #16  | 時よ止まれ                   | 渡部高志       | 冨永恒雄 工藤進 | 岡辰也 松本文男 小倉恭平 古澤貴文   |
| #17  | 新世界へ                     | きむらひでふみ | 工藤進          | 岡辰也 渡辺真由美 福世孝明          |

### 放送局
| 放送期間                  | 放送時間                     | 放送局   | 対象地域 | 備考                                         |
| ------------------------- | ---------------------------- | -------- | -------- | -------------------------------------------- |
| 2017年10月7日 - 12月23日  | 土曜 1:05 - 1:35（金曜深夜） | TOKYO MX | 東京都   | 2017年12月30日に「総集編」を放送             |
|                           | 土曜 21:00 - 21:30           | AT-X     | 日本全域 | CS放送 / リピート放送あり                    |
| 2017年10月10日 - 12月26日 | 火曜 0:30 - 1:00（月曜深夜） | BS11     | 日本全域 | BS放送 / 『ANIME+』枠 / 「総集編」放送は無し |

| 配信期間        | 配信時間                     | 配信サイト                     |
| --------------- | ---------------------------- | ------------------------------ |
| 2017年10月7日 - | 土曜 1:05 - 1:35（金曜深夜） | AbemaTV 新作TVアニメチャンネル |

| 放送期間       | 放送時間                     | 放送局 | 対象地域 | 備考                      |
| -------------- | ---------------------------- | ------ | -------- | ------------------------- |
| 2018年7月3日 - | 火曜 0:00 - 0:30（月曜深夜） | AT-X   | 日本全域 | CS放送 / リピート放送あり |

| 配信期間       | 配信時間 | 配信サイト                                                        | 備考                    |
| -------------- | -------- | ----------------------------------------------------------------- | ----------------------- |
| 2018年7月1日 - |          | AbemaTV                                                           | 第12話 - 第17話先行配信 |
| 2018年7月6日 - | 未定     | dアニメストア Amazonプライム・ビデオ DMM.com U-NEXT アニメ放題 等 |                         |

### BD / DVD
| 巻 | 発売日         | 収録話          | 規格品番  |
| -- | -------------- | --------------- | --------- |
| 1  | 2017年12月22日 | 第0話 - 第5話   | DMPXA-012 |
| 2  | 2018年2月23日  | 第6話 - 第11話  | DMPXA-013 |
| 3  | 2018年8月31日  | 第12話 - 第17話 | DMPXA-014 |

| 巻 | 発売日        | 収録話          | 規格品番   |
| -- | ------------- | --------------- | ---------- |
| 1  | 2018年1月26日 | 第0話 - 第2話   | DMMPBA-023 |
| 2  | 2018年1月26日 | 第3話 - 第5話   | DMMPBA-024 |
| 3  | 2018年3月23日 | 第6話 - 第8話   | DMMPBA-025 |
| 4  | 2018年3月23日 | 第9話 - 第11話  | DMMPBA-026 |
| 5  | 2018年9月14日 | 第12話 - 第14話 | DMMPBA-027 |
| 6  | 2018年9月14日 | 第15話 - 第17話 | DMMPBA-028 |

## Webラジオ
『Dies irae ラジオ』は、2017年9月22日から2018年2月19日までニコニコチャンネルにて第1・第3金曜21時に配信されていた番組。HiBiKi Radio Stationでは翌週月曜に配信。パーソナリティはマリィ役の榊原ゆい。

## 関連商品
CD
ドラマCD『Dies irae Wehrwolf』（ディエス・イレ ヴェーアウォルフ）
2007年1月26日発売。司狼と騎士団のファーストコンタクトが語られている。
主題歌シングルCD『Einsatz』
2007年12月28日発売。挿入歌『Shade And Darkness』収録。
オリジナルサウンドトラックCD『ein jagen Nachtmusik』（アイン・ヤーゲン・ナハトムジーク）
2008年5月2日発売。書き下ろしドラマパートも同時収録。
ドラマCD『Dies irae Die Morgendammerung』（ディエス・イレ・ディエ・モルゲンデンメルング）
2008年8月15日発売。騎士団誕生が語られている。
完全版オリジナルサウンドトラックCD『Neuen Welt Synphonie』（ノイエン・ヴェルト・ジュムフォニー）
2010年4月23日発売。完全版主題歌『Gregorio』をはじめ、新規追加された楽曲を収録。またスペシャルボイスドラマ『Zwei Wirklichkeit』も収録されている。
ドラマCD『Dies irae Verfaulen segen』（ディエス・イレ・フェア・ファオレン・ゼーゲン）
2010年4月23日発売。本編の11年前、戦後50年の1995年―――黒円卓と東方正教会の闘いが始まる。戒のトバルカイン化、ベアトリスが死去した理由が語られる。
ドラマCD『Todestag Verloren』（トーデスターク・フェアリーレン）
2015年8月28日発売。ロートス・ライヒハートとミハエル・ヴィットマン、生前は戦友であった二人による最後の黒円卓の席を賭けての殺し合いが始まる。

コミック
『Dies irae 彼の日こそ怒り日なり』　
2007年に「コミックガム」にて連載。作画は七番真人。
『Dies irae〜Amantes amentes〜』　
2016年から「電撃マオウ」にて連載。作画は港川一臣。